# Reial Club Deportiu Espanyol de Barcelona
El Reial Club Deportiu Espanyol de Barcelona (S.A.D.) o simplement l'Espanyol és un club de futbol de la ciutat de Barcelona que té la seu social a la ciutat de Cornellà de Llobregat. Fou fundat el 28 d'octubre de 1900, per una colla de joves estudiants universitaris encapçalats per Àngel Rodríguez Ruiz. La temporada 2025-26, el primer equip masculí de l'Espanyol juga a la Primera divisió espanyola de futbol.
Els seguidors de l'Espanyol s'anomenen popularment "periquitos". El club organitza anualment des de 1974 el Torneig Ciutat de Barcelona a la pretemporada d'estiu.

## Estructura de propietat
El 29 de juny de 1992 el club passa a ser Societat Anònima Esportiva, de la que Velocity Sports Partners de matru anglesa i participat per accionistes estatunidencs i també propietària del Burnley FC de la Premier League, n'és l'accionista majoritari.
El 2 de novembre de 2015 els fins llavors màxims accionistes, Daniel Sánchez Llibre i Ramon Condal i Escudé venen prop del 50% del capital, que passa a mans del grup xinès Rastar Group de Chen Yansheng, formalitzada el 19 de gener de 2016, i en setembre de 2016 el capital social de l'entitat es va ampliar fins als 77.641.596 euros dividit en 12.940.266 accions. En juny de 2025 es va ampliar el capital en 32 milions d'euros, arribant a 197 milions d'euros de capital social amb un patrimoni net d'uns 112 milions. En juliol de 2025 Rastar Group va vendre les seves accions a Velocity Sports Partners per 130 milions d'euros.

## Història

### Orígens i fundació
L'any 1897, Àngel Rodríguez, un estudiant d'enginyeria barceloní, juntament amb altres companys universitaris com Octavi Aballí i Lluís Roca, creen la Sociedad Gimnástica Española dedicada a la pràctica de diversos esports. Tres anys més tard, quan l'eclosió del futbol s'ha fet manifesta a la ciutat comtal, aquest grup d'amics se sent atret per aquest joc en particular, de tal manera que l'Àngel Rodríguez decideix crear-ne una secció coincidint amb la data del seu aniversari, amb el nom de Sociedad Española de Foot-ball. Aquesta denominació es devia al fet de només acceptar jugadors nascuts a l'estat espanyol, a diferència d'altres clubs que acceptaven també jugadors estrangers. Immediatament s'afilien a la Federación Gimnástica Española, de la que n'era president el seu pare, l'andalús Rafael Rodríguez Méndez, catedràtic de la Universitat de Barcelona.

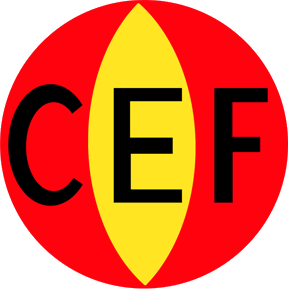
Primer escut del RCD Espanyol, quan s'anomenava Club Español de Foot-ball

### Els primers anys
La Sociedad Española de Foot-ball debuta el 25 de novembre de 1900 empatant a quatre gols un amistós contra l'Hispània AC. El 8 de desembre següent torna a jugar contra l'equip vermell i aquest cop perd per 1 a 7, i l'endemà ho fa contra la Societat Deportiva Santanach perdent per 4 a 0, tot i que en aquest partit es presentà amb només set jugadors. El 3 de gener de 1901 es crea la primera Junta Directiva formada per Àngel Rodríguez Ruiz (president), Jordi Serra Serra (vicepresident), Antoni Ros Vila (secretari), Octavi Aballí Aballí (tresorer), i els vocals Enric Montells Gatell, Telesforo Álvarez Quevedo i Marcel·lí Martino Arroyo. Al mateix mes de gener, just abans de començar la primera edició de la Copa Macaya, l'entitat canvia de nom i passa a dir-se Club Español de Foot-ball després d'ingressar-hi jugadors de la SD Santanach. 

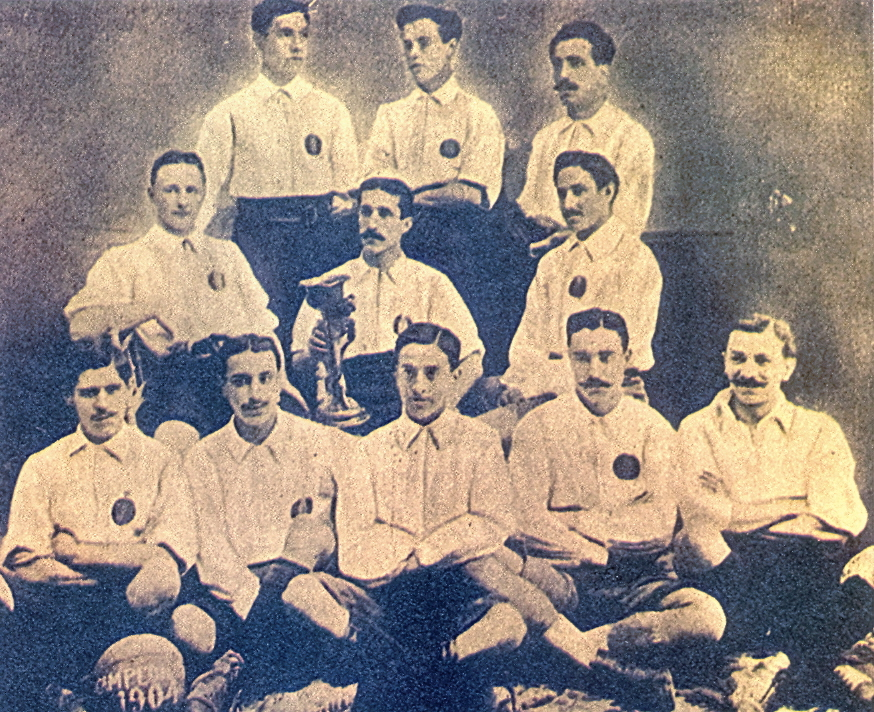
Equip guanyador del Campionat de Catalunya 1903-04

El 1902 el futbol comença a organitzar-se seriosament: el maig s'inaugura la primera Copa d'Espanya en la qual els catalans marquen el primer gol de la història de la competició, obra d'Àngel Ponz i Junyent. El 23 de febrer de 1903 el Reial Madrid juga el seu primer partit a Barcelona contra l'Espanyol (0-0).
El 13 d'abril del mateix any l'Espanyol guanya la seva primera Copa Macaya —competició degana del territori estatal—, trofeu que s'enduu en propietat en guanyar també l'edició de l'any següent. El primer partit que disputa l'entitat amb un club internacional fou el 31 de desembre de 1904: Espanyol - Stade Olympien des Étudiants de Toulouse (7-2). Aquests primers anys són mecenes del club els germans Josep Maria i Laureà Miró i Trepat.

### Suspensió de les activitats
Del 1906 al 1909 l'Espanyol suspèn les seves activitats per manca de jugadors, ja que la majoria d'ells eren estudiants universitaris i es matricularen per estudiar a universitats de fora de Catalunya, i la resta ingressaren a l'X Sporting Club.

### Reactivació i canvi de símbols
El ressorgiment de l'entitat data del 27 de desembre de 1908, quan els socis de l'X Sporting Club decideixen canviar el nom a Club Deportivo Español i fusionar-se amb el Club Español de Jujitsu —fundat el 1906 per Julià Clapera Roca i presidit per Alfons Almasqué i Domènech— tot coincidint amb la renovació de la Junta Directiva. A més de les seccions d'esgrima, boxa, jujutsu i una secció recreativa dedicada a l'art de Talia, s'aprofita per incorporar aquells jugadors del Club Espanyol de Foot-ball que marxaren a estudiar a l'estranger, ja de retorn a Barcelona per aquestes dates. Emili Sampere i el mateix Julià Clapera seran els portaestandards d'aquesta nova etapa.

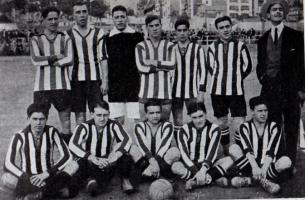
Equip campió de 1912 amb els primers jugadors estrangers del club.

El 1910 l'assemblea de socis decideix canviar l'antic uniforme tot blanc pel blanc-i-blau barrat que encara ara llueix, ja que eren els colors que portaven els Almogàvers amb l'almirall Roger de Llúria, figura emblemàtica de la història de la Corona d'Aragó.
El 1911 l'Espanyol contracta, per primer cop, 3 anglesos del Plumstead FC de Londres, Allack, Hodge i Gibson. Era un pas cap al professionalisme del club. El 1912 Alfons XIII li atorga el títol de Reial.
Dos directius donaren un impuls important a l'Espanyol d'aquella època, principalment pel que fa a l'aspecte econòmic, els senyors Evelio Doncos i Genaro de la Riva. El 1914-15, l'Espanyol inaugura el seu historial de partits a l'estranger després de jugar a Barcelona bastants partits durant els anys anteriors contra diferents clubs forasters, guanyant a Portugal enfront del Benfica (1-2 i 1-2) i una selecció de Lisboa per 1-4.
El títol de Reial atorgat per Alfons XIII seria només el primer de molts acostaments del club a l'espanyolisme polític fins al dia d'avui. El 1918, per exemple, el Barça es va adherir a la petició d'Estatut d'Autonomia per a Catalunya i l'Espanyol no. I, quan a l'estiu del 1925 el camp del Barça (el camp de les Corts) va ser tancat sis mesos per una xiulada a l'himne espanyol, tots els equips menys l'Espanyol van decidir esperar a l'obertura del camp per començar el campionat.

### La compra de Sarrià i la consolidació del club els anys 20
En arribar els anys vint, l'Espanyol ja era per dret propi el segon club de futbol de Catalunya, amb l'obtenció dels Campionats de Catalunya dels anys 1904, 1912, 1915 i 1918. Després del desnonament del camp del carrer Muntaner, la família La Riba compra per 170.000 pessetes de l'època la finca Can Ràbia, on el 18 de febrer de 1923 s'inaugura l'estadi de Sarrià, equipat únicament amb les instal·lacions imprescindibles, pagades per la directiva, ja que l'empresa constructora, a la que s'havia avançat una part important dels diners, va fer fallida. Amb el temps, aquest estadi esdevindrà un espai mític per al club.
La dècada dels vint estigué plena d'èxits per l'Espanyol, que disputà molts partits amb equips internacionals, entre els quals destacaren: Neumünster, Imperial de Lisboa, SK Csechie Karlin de Praga, Sparta de Praga, FK Viktoria Žižkov i Nuselsky SK de Praga. L'Espanyol fa el 1925 un viatge per Portugal i les Canàries on fitxa el jugador Padrón, i en finalitzar la temporada 1925-26, l'Espanyol fa unes reeixides gires per Amèrica i l'Europa Central que serveixen per finançar la tribuna i que l'enfronta amb seleccions argentines i uruguaianes en les quals hi ha una enorme expectació, aprofitant la fama aconseguida per Ricard Zamora.
En abril de 1925 naixia la primera penya d'aficionats del club, la Peña Deportiva Ibérica, dirigida per José María Poblador Álvarez, que amb el temps seria un destacat falangista. La penya tenia membres majoritàriament procedents del carlisme dissident, nacionalistes espanyols i pròxims als Sindicats Lliures, que actuen amb violència als estadis i el carrer durant la dictadura de Primo de Rivera.

### Les primeres lligues
L'Espanyol aconsegueix el seu primer Campionat d'Espanya el 1929, i participa en la primera lliga espanyola, entrant en la història del futbol espanyol de nou en marcar el primer gol oficial en aquesta competició. La figura mítica més destacada d'aquells anys fou Ricard Zamora. Al final de la temporada 1928-29, s'homenatja Patrici Caicedo, qui es convertiria durant molts anys en l'entrenador de l'equip de futbol, i es realitzà una gira per Suècia, però es traspassa a Zamora al Reial Madrid l'any 1930 per la xifra rècord de 100.000 pessetes.

### La guerra civil
Amb l'adveniment de la República, com moltes altres institucions, l'Espanyol deixa d'anomenar-se Reial. El 1935, en ser eliminat prematurament de la copa, l'Espanyol realitzà una gira pel Marroc, i després, conjuntament amb l'Athletic de Madrid realitzà una nova gira per Amèrica. Durant la Guerra Civil espanyola, un comitè de socis va dirigir l'entitat, oposant-se a la col·lectivització de l'entitat, i Crisant Bosch es va negar a lliurar els llistats de socis a les milícies, però tot i això seixanta-dos socis del RCD Espanyol van ser assassinats durant la guerra civil.

### L'Espanyol durant la postguerra
La postguerra s'inicia amb un gran èxit per al club, que guanya la seva segona Copa d'Espanya el 1940. A les temporades 1943, 1944, 1946 es retiraren tres grans jugadors de l'Espanyol: en Pere Solé, Crisant Bosch i Albert Martorell, i el club els va fer sengles homenatges. El desembre de 1949 l'Espanyol es desplaça a les Filipines, on juga una série de partits amistosos.
El soci número 1, Julià Clapera, dona compte que l'octubre de 1950 es complia el 50è aniversari de la fundació del club. Tanmateix, es tracta d'unes noces d'or anticipades, ja que per la suspensió que va sofrir el club no se celebraran fins pel març de 1953, amb un encontre de celebració en el qual es derrotà el Malmö FF per 3 a 2 amb una alineació que mantenia la filosofia inicial de no incorporar jugadors estrangers.
Entre les temporades 1950-51 i 1951-52 l'equip, dirigit per Pepe Nogués aconsegueix guanyar com a local de manera consecutiva en setze partits, la més llarga de la història.
El juliol de 1951 s'iniciaren les obres d'ampliació de Sarrià, i l'estadi, que pertanyia a la família De la Riva, va passar a propietat de l'Espanyol que presidia Francisco Javier Sáenz. Durant els anys 1950 juga un altre dels grans mites de l'Espanyol, l'andalús Julià Arcas i es fitxa a l'entrenador argentí Alejandro Scopelli, que farà grans temporades al club i que es feu famós perquè feia respirar oxigen als jugadors als descansos dels partits.

### Els anys 1960

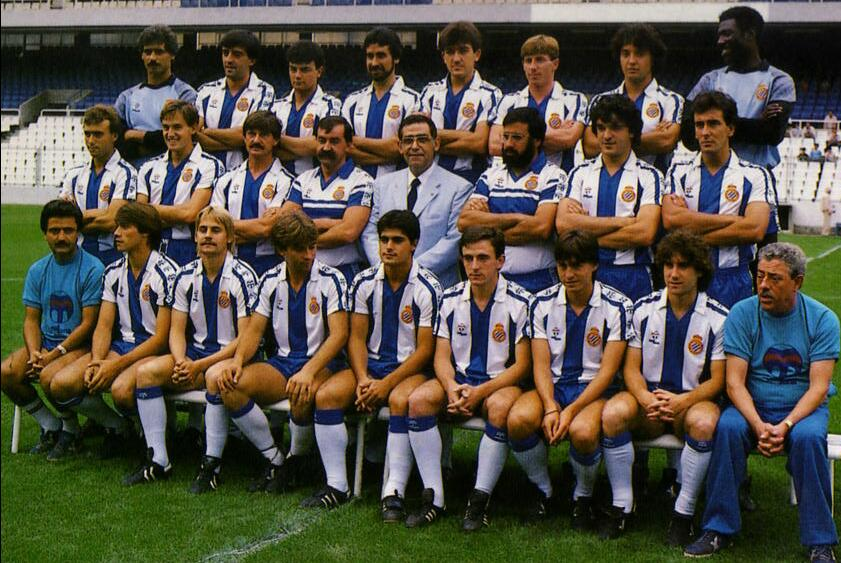
L'equip del RCD Espanyol als anys 80

La temporada 1961-62 l'equip participa per primera vegada a la Copa de Fires, en què és eliminat en quarts de final. En la lliga regular, l'equip du una mala trajectòria i es fan càrrec de l'equip en Ricard Zamora i en Julià Arcas però no aconsegueixen evitar el primer descens del club a Segona Divisió. La temporada següent, s'assegué a la banqueta l'home que entrenant el Valladolid havia enviat l'Espanyol a Segona, Heriberto Herrera, i es recupera la divisió d'honor. Quan en Kubala va abandonar la banqueta blau-grana, encara en bona forma, juga amb la samarreta de l'Espanyol (temporada 1961-62), passant més tard a la banqueta blanc-i-blava; on coincidí amb Alfredo Di Stefano a les seves ordres, que fitxà per l'Espanyol la temporada 1964-65. La temporada següent l'equip va participar de nou en la Copa de Fires sent eliminat de nou en quarts de final.
L'estiu del 1966 és nou president Joan Vilà Reyes. D'aquesta època és la famosa davantera blanc-i-blava anomenada "Els 5 dofins", que en realitat eren sis, Amas, Marcial, Re, Rodilla, José María i Miralles.

### Els anys 1970
El juny del 1971, amb José Emilio Santamaría com a entrenador, l'Espanyol torna a ser pioner en les seves gires a l'estranger i viatja a la Unió Soviètica per fer una gira. Amb ell a la banqueta realitzà grans campanyes a la lliga espanyola. En aquesta dècada, després del canvi de format de la Copa de Fires, que passa a ser la Copa de la UEFA, hi participa les temporades 1973-1974 i 1976-1977, sent eliminat en trentadosens i vuitens de final, respectivament.
El 8 de setembre de 1978 mor a Barcelona en Ricard Zamora, possiblement la més gran figura de la història del club. Durant la dècada dels 70 i començament dels 80 destacà a l'Espanyol, especialment, la figura del navarrès Rafael Marañón, que amb 111 gols és el jugador que més n'ha marcat, fins avui, a la història del club.

### Els anys 80 i 90

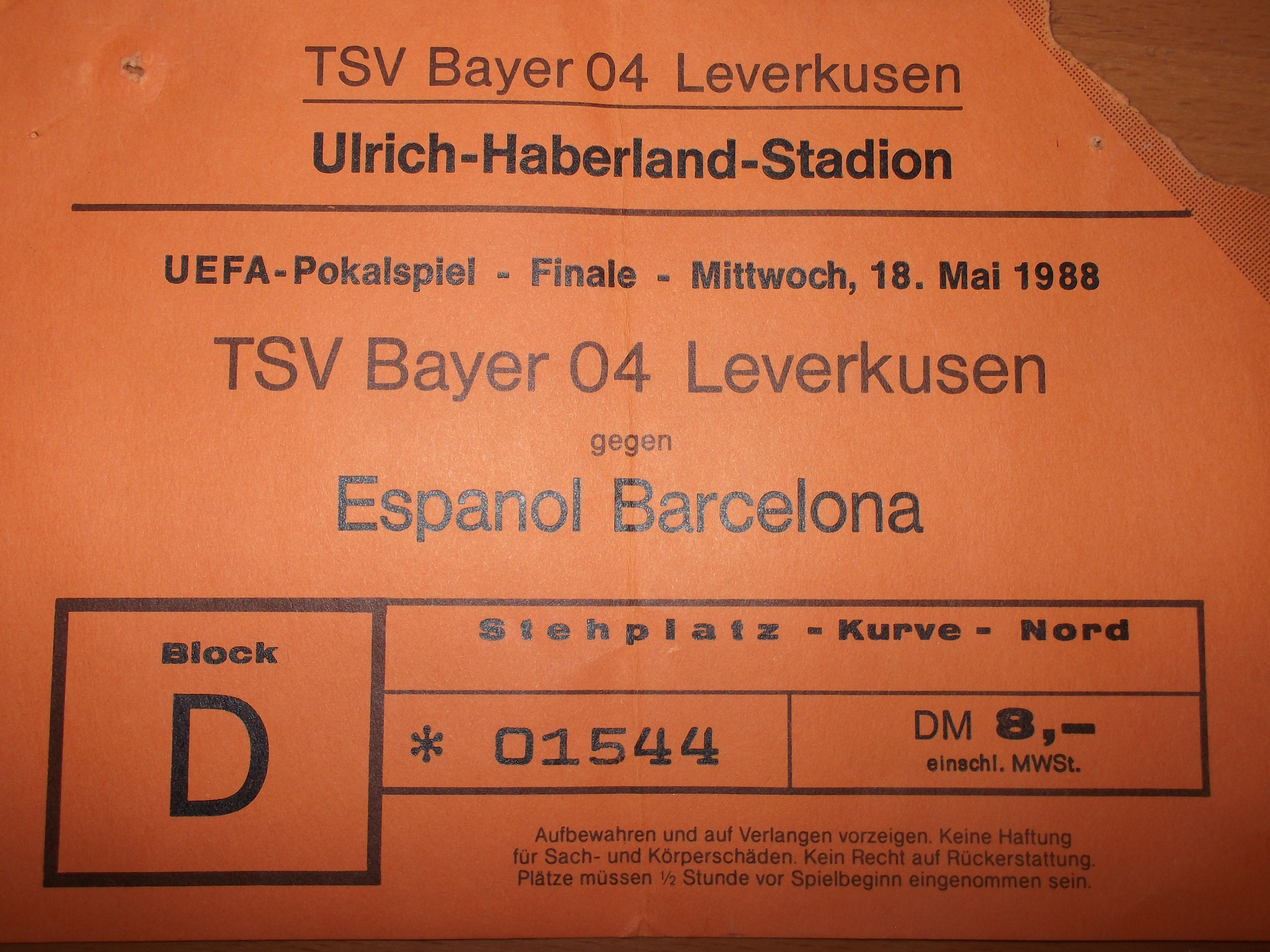
Entrada de la tornada de la final de la copa de la UEFA del 1988

Les darreres dècades de la història blanc-i-blava són temps d'alts i baixos, amb grans campanyes amb entrenadors com Javier Clemente, amb qui s'arriba a la final de la copa de la UEFA el 1988), i dos descensos a Segona Divisió en la dècada dels 90 en un context d'una greu crisi econòmica, especialment durant els mandats de Juli Pardo i Francesc Perelló.
El 4 de desembre de 1992, l'Espanyol s'inscriu al Registre Mercantil com a Societat Anònima Esportiva, i poc després, el 1994 es crea el RCD Espanyol B, filial blanc-i-blau, en absorbir els drets del FC Cristinenc, de Santa Cristina d'Aro. El 1995, per adaptar-se a la nova legislació esportiva espanyola, el club modifica lleugerament el seu nom afegint "de Barcelona" al final i passa a nomenar-se Reial Club Deportiu Espanyol de Barcelona S.A.D. El 21 de juny de 1997 es juga el darrer partit a l'estadi de Sarrià, que ha de ser venut per eixugar el gran deute que arrossega la societat, provocat per unes males gestions econòmiques i esportives dels equips directius, i en els terrenys de l'estadi i s'hi construeixen habitatges. Uns dies després de la venda de l'estadi de Sarrià, Daniel Sánchez Llibre és elegit president de l'entitat i el club passa a jugar els seus partits a l'Estadi Olímpic de Montjuïc.
A principis de la dècada de 1990 la mort de dos aficionats van sacsejar el club, la de Frederic Rouquier assassinat per Boixos Nois el gener de 1991, i la del nen Guillem Alfonso per l'impacte d'una bengala disparada per un altre aficionat el 15 de març de 1992.

### Un club centenari
En honor del centenari de l'entitat, rep de la Generalitat de Catalunya el Premi Creu de Sant Jordi. El 14 de novembre de l'any 1999, en el partit que inaugurava els actes del Centenari del club a l'estadi Olímpic de Montjuïc, es derrota la selecció argentina per 2 a 0.
La remuntada patrimonial de l'entitat s'inicia amb la Ciutat Esportiva del club a Sant Adrià de Besòs, inaugurada el 2001 i la col·locació de la primera pedra del Nou Estadi del RCD Espanyol el 2003, entre els termes municipals de Cornellà de Llobregat i El Prat, i finançat amb un crèdit sindicat concedit per cinc entitats financeres, amb un total de 55 milions.

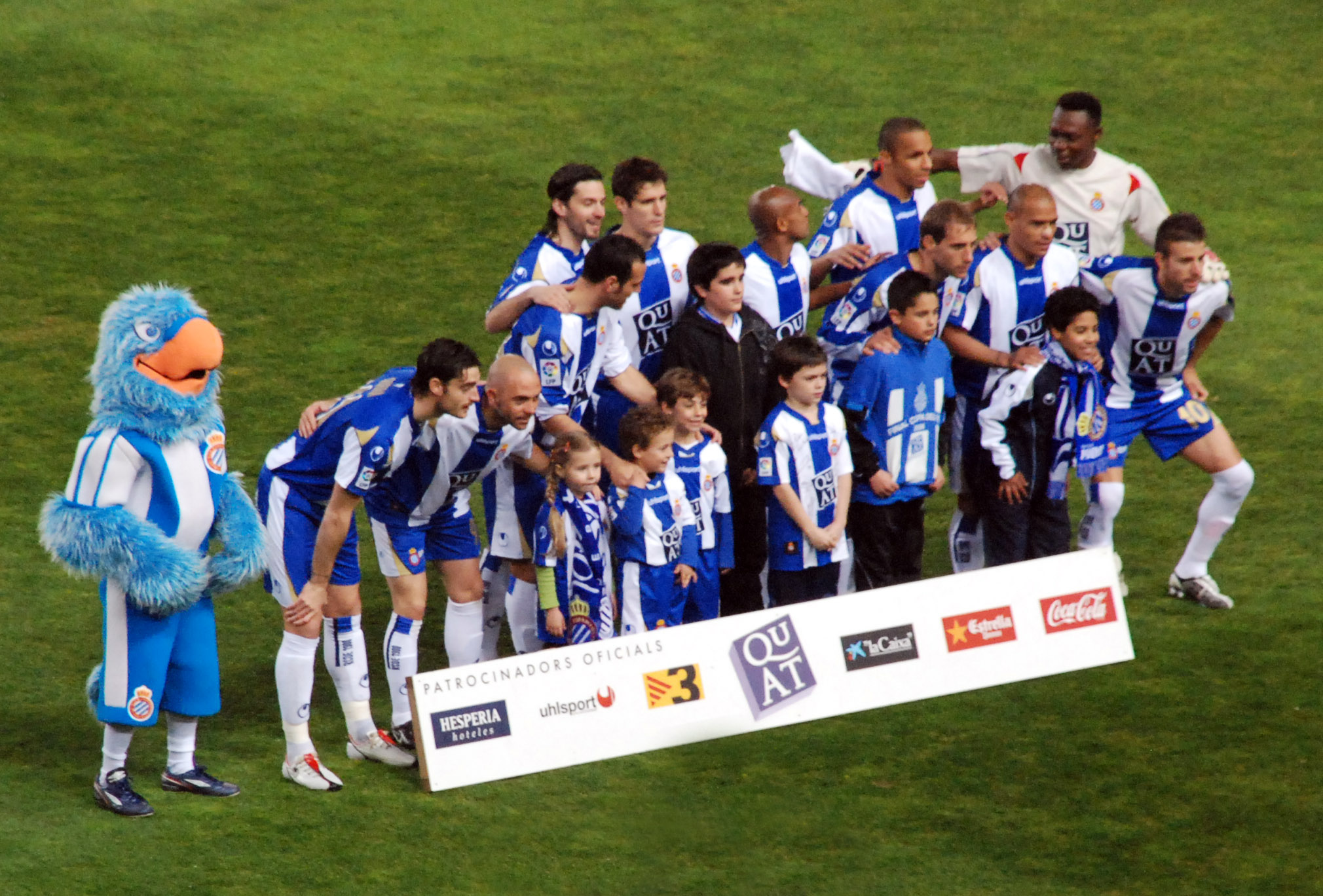
L'equip del la temporada 2007-2008

Esportivament, aquests darrers anys l'equip s'instal·la en la part baixa de la classificació amb excepció de la temporada 2004-05, en la qual s'acaba a un punt d'accedir a la Lliga de Campions. Amb l'entrenador Paco Flores, el club aconsegueix la seva tercera Copa del Rei en la temporada 1999-2000 a València en la final disputada enfront l'Atlètic de Madrid, i Miguel Ángel Lotina, la quarta la temporada 2005-2006 a Madrid en la final disputada enfront del Reial Saragossa, sent així, juntament amb les victòries a la Copa Catalunya i dues participacions consecutives a la copa de la UEFA, les temporades 2005-06 i la 2006-07, en la qual perdé la final, dirigit per Ernesto Valverde, contra el Sevilla FC, l'època amb més títols oficials de la història de l'Espanyol, des dels anys dels triomfs al Campionat de Catalunya. Va acabar la temporada de 2006 com el setzè millor equip del món segons l'IFFHS.
El 9 de juny de 2007, Raúl Tamudo va esdevenir el màxim golejador de la història del club en la Lliga superant així els 111 gols de Rafael Marañón. El davanter de Santa Coloma en va aconseguir 113 en total, essent el més recordat el que marcà en la temporada 2006/07 al FC Barcelona en l'últim minut de partit al Camp Nou que suposà que el rival ciutadà no pogués guanyar la lliga.
El 31 de maig de 2009, després de dotze temporades jugant de local a l'Estadi Olímpic de Montjuïc, l'Espanyol hi va jugar el seu darrer partit, acabat amb victòria per 3 gols a 0 davant el Màlaga C.F. En aquest mateix matx, Raúl Tamudo va aconseguir un hat-trick i va aconseguir la xifra de 129 gols amb el conjunt espanyolista.

### La tornada a casa
Abans de l'inici de la temporada 2009/10, el club es va traslladar a l'Estadi Cornellà-El Prat. L'estadi s'anomena així perquè una meitat de l'estadi està ubicada a Cornellà de Llobregat, i l'altra, a El Prat de Llobregat. El 2 d'agost de 2009 es va estrenar el nou estadi amb un partit contra el Liverpool FC amb resultat de 3-0 favorable als pericos. Luis García Fernández va ser l'autor del primer gol en aquest camp seguit més tard per dos gols de Ben Sahar. També va marcar un gol Raúl Tamudo que va ser mal anul·lat després d'un fora de joc inexistent. Amb aquesta inauguració, el club tornava a tenir casa pròpia després de la demolició del mític Estadi de Sarrià. El nou estadi ha de ser un punt d'inflexió per a l'entitat tant en l'esportiu com en l'econòmic.
No obstant això, l'alegria va durar molt poc als aficionats espanyolistes, ja que el 8 d'agost d'aquest mateix any va tenir lloc un dels successos més tristos en la història del RCD Espanyol. El capità, Dani Jarque, va morir a l'edat de 26 anys a Coverciano, on el club s'hostatjava durant una gira de pretemporada per Itàlia, d'una aturada cardiaca. El club perdia el seu capità i un dels seus símbols. Des de llavors, al minut 21 de cada partit (dorsal que portava) de cada partit l'afició perica li ret un homenatge aplaudint i cantant el seu nom. A la porta 21 de l'estadi, hi ha ubicada una estàtua en honor seu.
El 10 de setembre de 2009, la IFFHS va publicar la classificació dels millors clubs europeus del segle xx, ocupant el R. C. D. Espanyol la posició número 98 a causa de les seves participacions en competicions europees i una xifra rècord de 35.599 abonats, però des d'aquell moment el decreixement de la massa social ha estat continuat, fins a menys de 24.000 abonats el 2018.

### Els entrenadors del RCDE Stadium
Amb l'arribada de Mauricio Pochettino a la banqueta durant la temporada 2008-09 per salvar l'equip del descens a Segona Divisió, objectiu que va complir, l'entitat porta a terme un projecte esportiu basat en la promoció de futbolistes criats al planter del club i en l'austeritat econòmica. En temporades successives, el conjunt blanc-i-blau aconsegueix la salvació amb comoditat, lluitant fins i tot en alguns moments per entrar a la UEFA Europa League. No obstant això, després de disputar-se 14 jornades de la temporada 2012-13, la directiva del club va decidir cessar Pochettino per tenir l'equip blanc-i-blau cuer de la categoria. Dies després s'anunciava al nou tècnic perico, el mexicà Javier Aguirre, que va aconseguir revertir la situació i aconseguir resultats positius.
Javier Aguirre va continuar una temporada més al club tornant a aconseguir la permanència en una temporada de transició. A l'estiu, va prendre les regnes Sergio González que en la seva primera campanya en la màxima categoria va aconseguir classificar a l'equip per a les semifinals de Copa del Rei i situar l'equip en una còmoda posició a la taula. No obstant això, al desembre de 2015 el Consell d'Administració va decidir prescindir dels seus serveis per la irregularitat de l'equip. Constantin Galca, exjugador del RCD Espanyol, va ser escollit com a nou tècnic.
Paral·lelament, en l'apartat institucional també es van produir canvis rellevants. El president Joan Collet i el seu Consell d'Administració van decidir presentar la seva dimissió el 20 de gener perquè Chen Yanseng es fes càrrec del club. El propietari del grup empresarial Rastar Group va completar el novembre de 2015 la compra als principals accionistes d'un paquet accionarial superior al 50% que li va permetre prendre el control del club encara que no va ser fins al 19 de gener quan es va confirmar la compra. La seva entrada al RCD Espanyol va ser determinant per cobrir diferents pagaments amb Hisenda i proveïdors.
El 2 de novembre de 2015 els fins llavors màxims accionistes, Daniel Sánchez Llibre i Ramon Condal i Escudé venen prop del 50% del capital, que passa a mans del grup xinès Rastar Group de Chen Yansheng, formalitzada el 19 de gener de 2016, i en setembre de 2016 el capital social de l'entitat es va ampliar fins als 77.641.596 euros.

### Anys 20 del segle XXI
La temporada 2019-20 va començar marcada per l'absència d'una pretemporada, a causa de les rondes prèvies de la Lliga Europa de la UEFA. Encara que tant aquestes rondes com la posterior fase de grups serien superades, finalment l'equip amb prou feines aconseguiria els setzens de final, sent eliminat pel Wolverhampton. Tot i això, el pitjor rendiment es va donar sens dubte en el campionat de Lliga, tant abans com després de l'aturada motivada per la pandèmia de COVID-19. Després de quatre canvis d'entrenador i pagar més de cinquanta milions d'euros en fitxatges, dels quals pràcticament 40 van ser invertits al mercat d'hivern fitxant jugadors com Raúl de Tomás, Adrián Embarba i Leandro Cabrera, però, no van poder revertir la situació i l'equip va finalitzar per primera vegada a l'últim lloc de la classificació, baixant a segona divisió. Ja a Segona Divisió després de vint-i-sis temporades consecutives a l'elit, el club va fitxar com a nou entrenador Vicente Moreno.

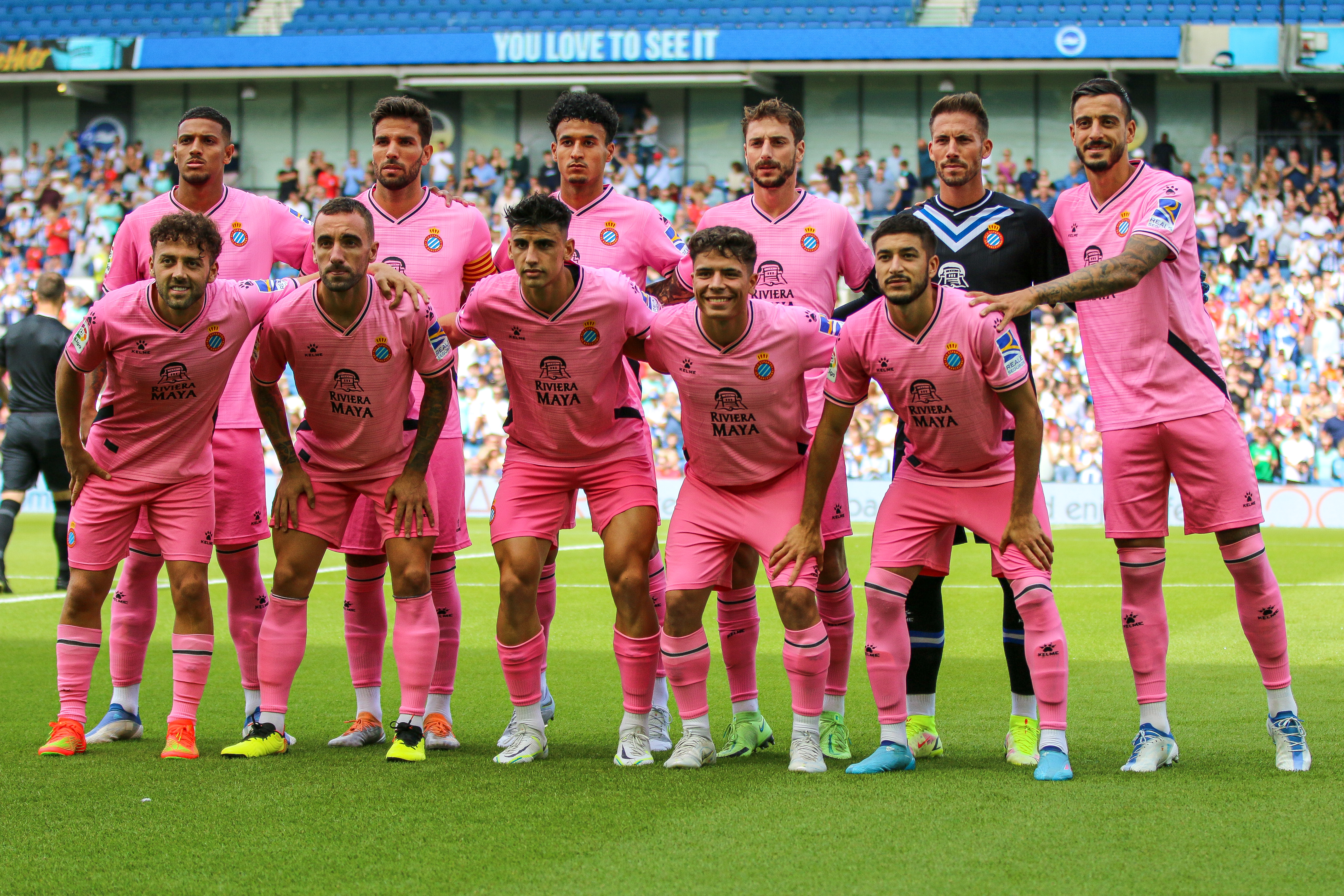
Equip de la temporada 2022-2023

El 8 de maig del 2021, després de disputar 38 jornades a segona divisió, un empat a zero (0-0) a l'Estadi de La Romareda contra el Reial Saragossa va certificar el seu ascens matemàtic a primera divisió quan faltaven quatre partits per disputar-se. Va acabar la temporada com a campió obtenint Raúl de Tomás el Trofeu Pitxitxi i Diego López, als 39 anys, el trofeu Zamora de segona divisió.
La temporada 2021-22, el club va aconseguir la permanència mancant dues jornades per disputar-se. Després d'això, va cessar Vicente Moreno i es va iniciar una nova era de la mà de Diego Martínez.
La temporada 2022-23, el primer equip de futbol va tornar a baixar a segona divisió. Diego Martínez va dirigir l'equip bona part de la temporada; però va ser cessat a l'abril i substituït per Luis García, qui no va poder evitar el descens. D'aquesta manera, el president Chen Yansheng va esdevenir el primer que vivia dos descensos a segona al càrrec, tanmateix va tornar la temporada següent a primera divisió després de superar l'Oviedo en la final de la promoció d'ascens.

## Els símbols

### Equipament
El primer uniforme fou de color groc rebé un donatiu de roba d'aquest color per part del propietari d'una indústria tèxtil, amb faixa i pantaló llarg, blanc o negre (1900). Quan aquest soci va deixar de participar en les activitats de l'entitat, cada jugador aportava el seu vestuari, però s'utilitzà bàsicament samarreta blanca, amb faixa blava i pantaló negre o blau (1901), tot i que en aquell moment era més important el fet de jugar que el vestuari que s'hi duia.
El 20 de febrer de 1910, després de la reactivació de l'entitat per la manca de jugadors entre els anys 1906 i 1909, i a proposta d'Eduard Corrons, l'assemblea de socis decideix canviar l'antic uniforme tot blanc pel blanc-i-blau barrat que encara ara llueix, demostrant una vegada més el seu compromís amb Catalunya, ja que eren els colors de l'escut d'armes de l'almirall dels almogàvers Roger de Llúria, combinació que ha perdurat fins als nostres dies.
Mentre el primer equipament ha sofert lleugers canvis en tonalitats de blau, i l'amplada i nombre de franges, atès que es van canviant els contractes amb firmes de roba esportiva, el segon equipament ha variat contínuament de combinacions de colors i franges. Des de l'any 1980, les samarretes del club han estat proveïdes successivament per Meyba, Massana, Puma, John Smith, Umbro, Uhlsport, Li Ning, Joma i des de la temporada 2018-2019 per la companyia Kelme.
L'any 2000, amb motiu del centenari del club, es creà un uniforme commemoratiu on els colors blanc i blau es combinen, tant a samarreta com a pantaló, seguint un patró proper a un taulell d'escacs.

#### Evolució de l'uniforme
| 1900 · (primera) | (Veure evolució) | 2023–24 · (actual) |

#### Proveïdors i patrocinadors
| Període   | Proveïdor        | Patrocinador |
| --------- | ---------------- | ------------ |
| 1980–1984 | Meyba            | N/A          |
| 1984–1989 |                  | N/A          |
| 1989–1994 | Dani             |              |
| 1994–1999 | Dani             |              |
| 1999–2000 |                  | Centenari    |
| 2000–2002 | Futvol.com       |              |
| 2002–2003 |                  | Vitel Mobile |
| 2003–2004 | Dani             |              |
| 2004–2006 | Grup Tarradellas |              |
| 2006–2008 |                  | Quat         |
| 2008–2010 | Interapuestas    |              |
| 2010–2011 | Interapuestas    |              |
| 2011–2012 | Cancun           |              |
| 2012–2014 | Cancun           |              |
| 2014–2015 | Power8           |              |
| 2015–2016 | Power8           |              |
| 2016–2017 | Rastar Group     |              |
| 2017-2018 |                  |              |
| 2018-2019 |                  | Riviera Maya |
| 2019-2020 | JD Sports        |              |
| 2020-2021 | BetWay           |              |
| 2021-     | Riviera Maya     |              |

### L'escut

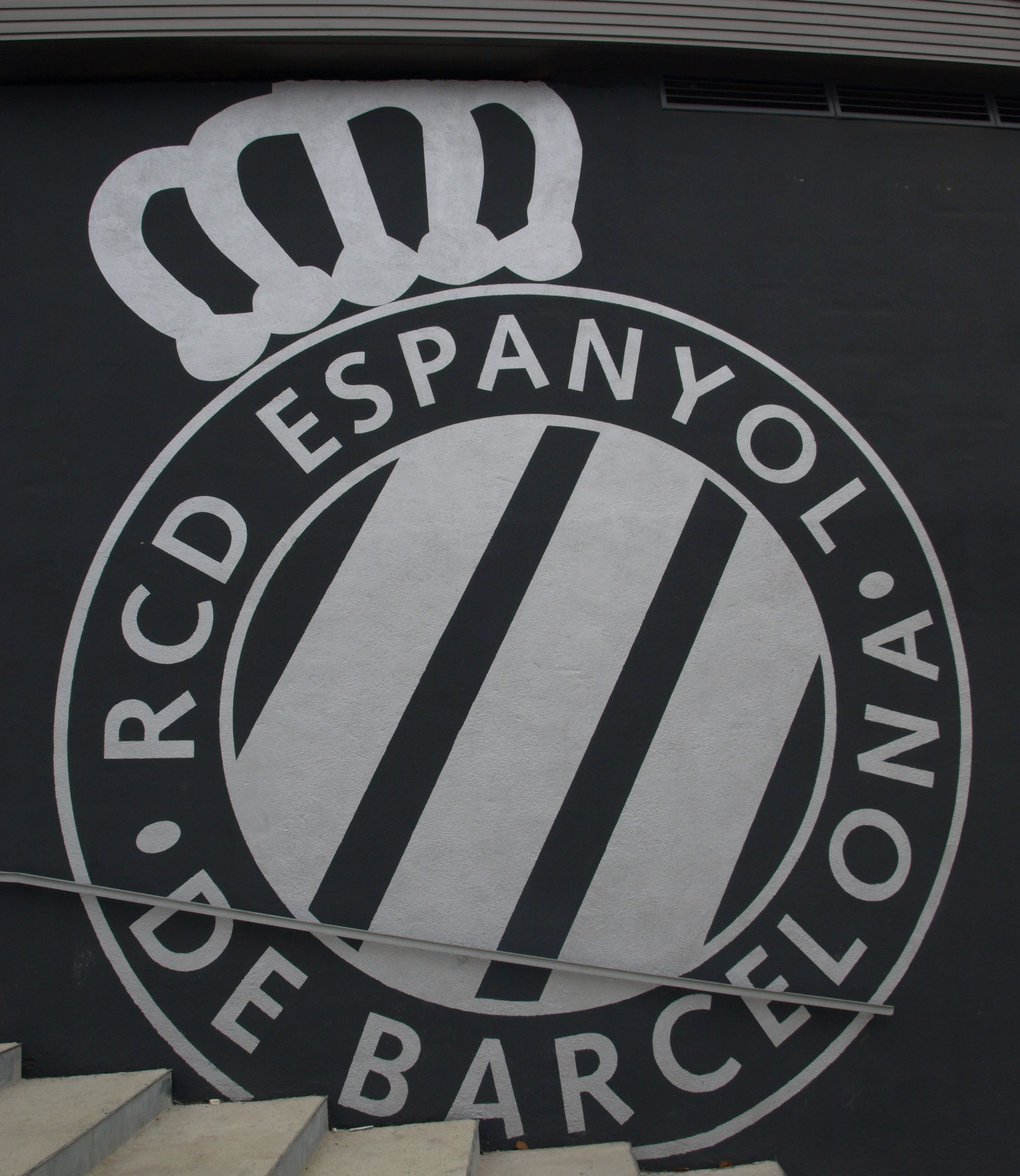
Escut del club a una de les parets de l'Estadi Cornellà - el Prat.

El primer escut de l'entitat fou un cercle vermell amb una franja central groga i una de cada inicials CEF en cada camp, en lletres negres, imitant una pilota de futbol.
En la mateixa assemblea del 20 de febrer de 1910, en la qual es decideix canviar els colors de l'equip, i també a proposta d'Eduard Corrons, es va decidir canviar l'escut radicalment per adaptar-lo a una nova simbologia: una franja vermella envoltaria un cercle blanc amb tres franges verticals blaves on se sobreposarien les inicials en negre. En realitat, el nou disseny reproduïa l'estendard de l'almirall Roger de Llúria, constituït per 3 barres d'atzur sobre camp de plata en diagonal, i que havia estat la bandera de la marina de guerra catalana des del segle xiii.
El 1912, en rebre el club el títol de Real, se li va afegir a l'escut una corona reial, i la franja vermella va fer-se més ample per encabir el nom complet en lletres negres.
Durant la Segona República Espanyola es va suprimir el títol i la corona, que van tornar a aparèixer després que els franquistes guanyessin la Guerra Civil espanyola.
L'any 1998 es va fer una nova modificació a l'escut, en mans de Pere Duran. Es tracta d'un escut basat en el clàssic, però més esquemàtic, i la llegenda apareix en català i en lletres grogues. El darrer canvi es va produir l'any 2006. El nou escut presenta una única evolució dins la corona, respecte a l'últim disseny de Pere Duran, consistent en què les quatre barres vermelles interiors augmenten lleugerament fins a completar l'espai interior, formant així la senyera catalana.

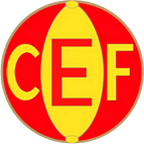
1900-1910
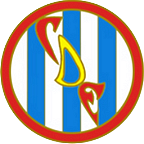
1910-1912
1912-1931 i 1939-1998
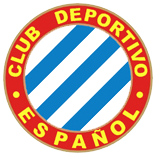
1931-1939
des de 1998

### Himne
L'Espanyol ha tingut tres himnes popularment reconeguts. El primer s'anomenava Somos espanyolistas i fou creat el 1975 amb música de Josep Guardiola i lletra de Ricard Pastor. Es tractava d'una poesia dedicada als colors blanc-i-blaus de l'equip i d'en Roger de Llúria. El segon himne va ser el més reconegut i estimat pels records que impregnava als seguidors "periquitos". Fou creat el 1983 pel mestre Carles Lopart i el locutor de Ràdio Barcelona Isidre Sola, tenint la peculiaritat de ser bilingüe. L'any 1992 es traduí totalment al català. L'himne actual del RCD Espanyol va ser gravat per l'Orfeó Català i l'Orquestra Simfònica del Vallès. La música va ser composta per l'exdirector de l'orquestra La Selvatana: Antoni Mas. La lletra és obra de l'historiador Joan Segura Palomares. L'himne es va presentar el 14 de novembre de 1999 a l'Estadi Olímpic, durant l'acte inaugural del Centenari. Des de 2009 té un segon himne, anomenat "Glòria els herois", escollit en un concurs de cançons per animar el club i que es canta quan els jugadors surten al camp.

### El periquito
La procedència més creïble del mot "periquitos" pertany al gran humorista català Valentí Castanys (1898-1965) mitjançant els acudits que publicava al setmanari humorístic-esportiu "El Xut" (1922-1936); ja que, cap als anys 20, Castanys satiritzava el petit nombre de socis de l'Espanyol representant-los com a "quatre gats negres". Aquests mateixos anys, Pat Sullivan va crear el primer gat antropomòrfic del cine, "Felix the cat", i arriben les seves versions al nostre país cap al 1929 però amb el nom del "gat perico" o "gat periquito", segurament a causa que, amb la introducció del cine sonor, destacava la seva característica d'animal parlant. I és a partir d'aquí, quan els quatre gats habituals - es veu que aquest fenomen no és exclusiu d'aquesta època - dels acudits passen a ser els quatre gats "pericos" o "periquitos".
Durant el 75è aniversari del Club (any 1975), es va fer un logotip on ja apareixia un periquito (la història dels gats estava gairebé oblidada), i més endavant han anat sorgint diverses versions de periquitos, sobretot en els logotips o escuts de diverses penyes; fins que ja fa uns anys, la directiva va decidir, explotar la imatge simpàtica del periquito creant finalment la mascota oficial del club, en "Pericu".

## Les instal·lacions

### Estadi de Cornellà - El Prat

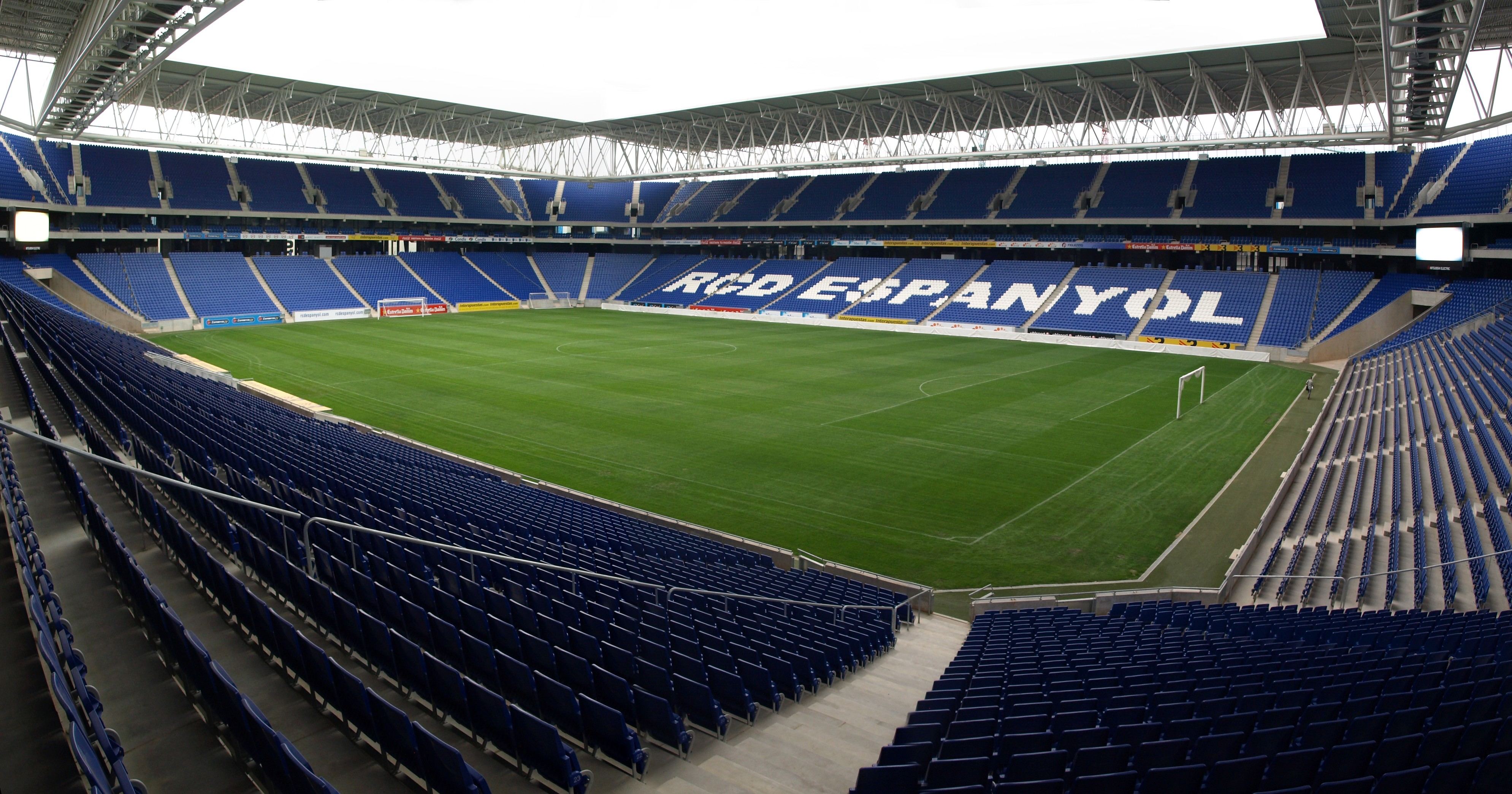
Estadi de Cornellà - El Prat

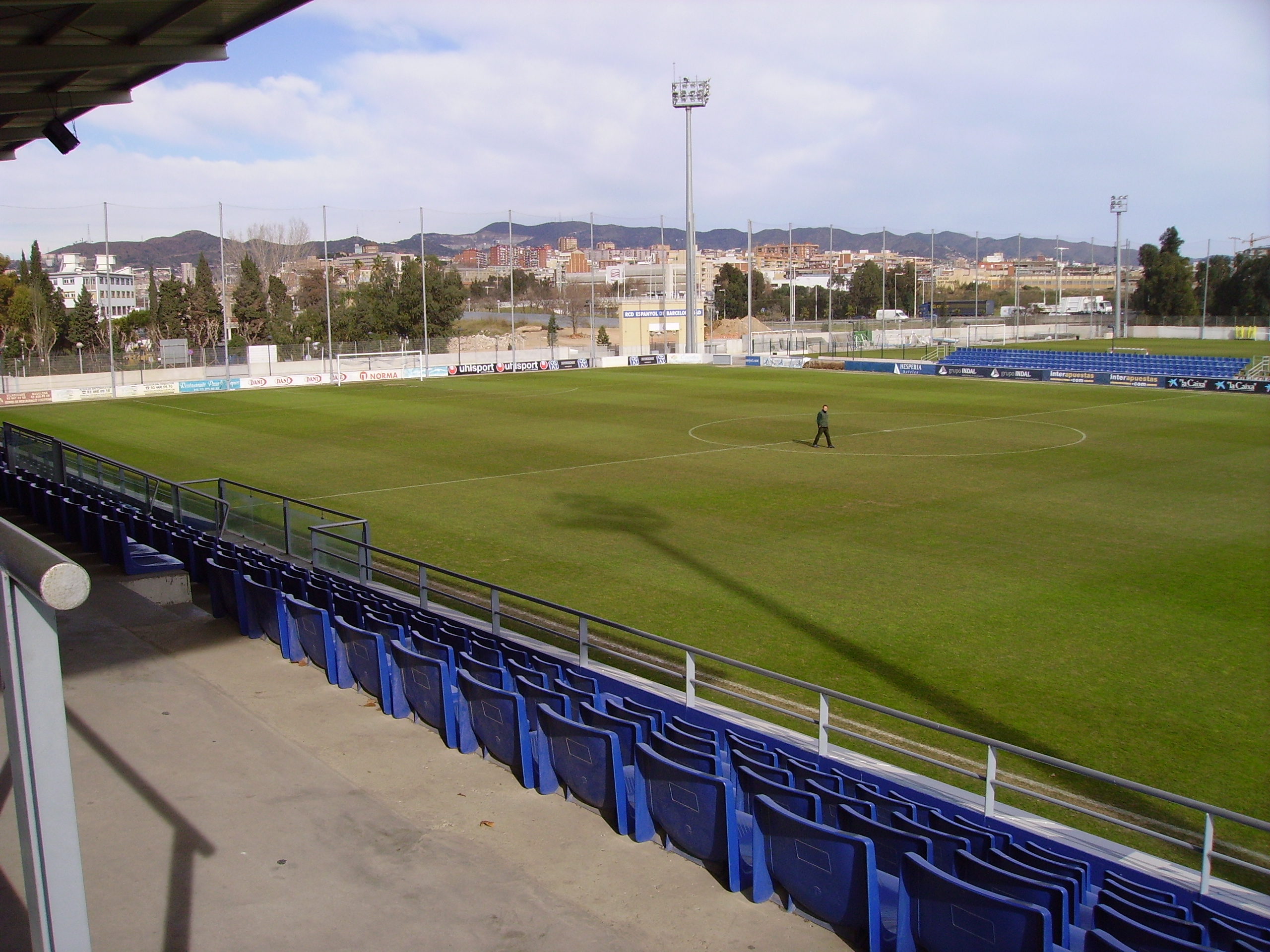
Ciutat Esportiva de Sant Adrià

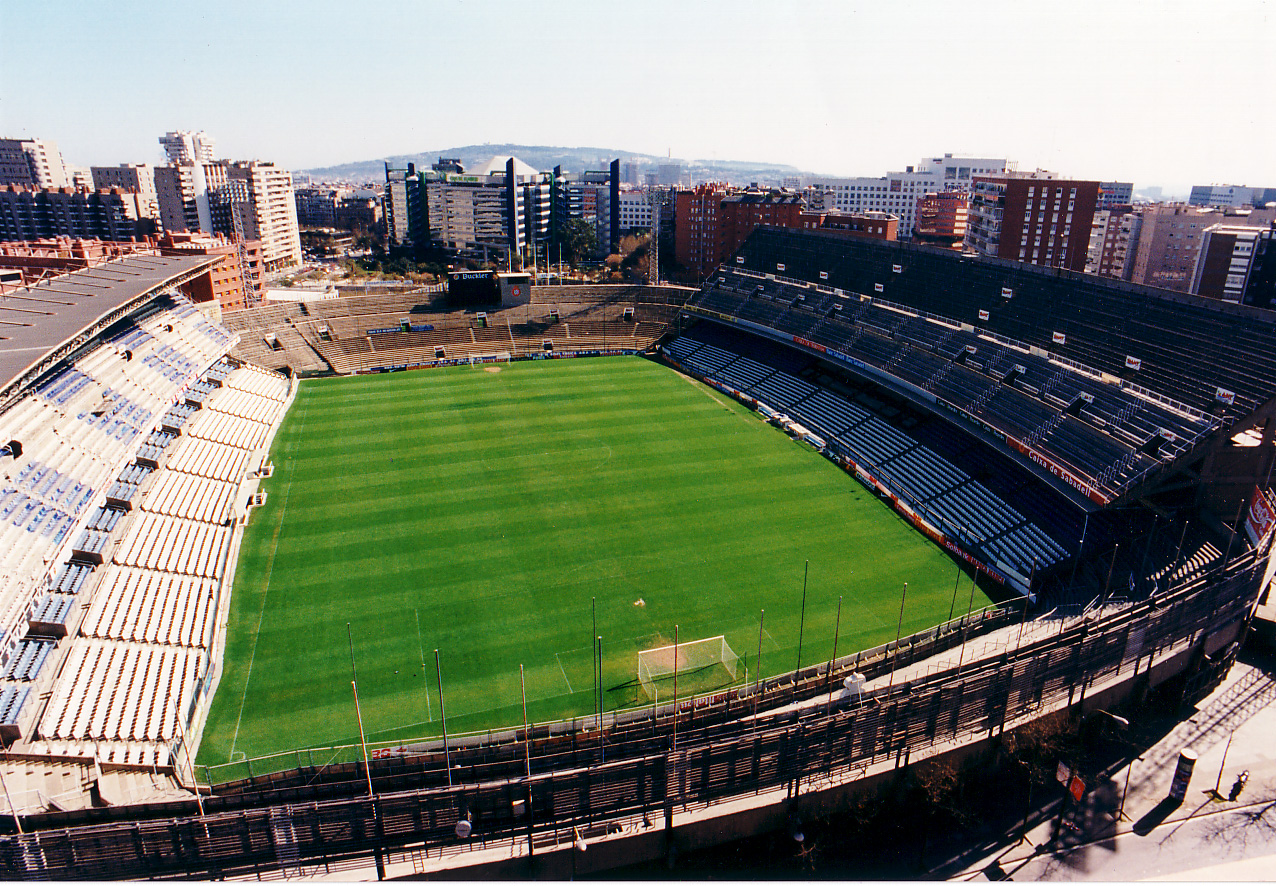
Estadi de Sarrià

El 2003 es col·locà la primera pedra de l'Estadi Nou del RCD Espanyol als termes municipals de Cornellà - El Prat. Després de sis anys d'obres, amb un cost de 65 milions d'euros, el 5 de juny de 2009 va tenir lloc el simbòlic acte de lliurament de claus. La inauguració fou el 2 d'agost del mateix any amb un partit contra el Liverpool FC, que finalitzà amb victòria de l'Espanyol per un contundent 3-0. És un estadi de quatre estrelles construït seguint criteris d'eficiència energètica amb una innovadora coberta de plaques fotovoltaiques. L'aforament és de 40.500 espectadors, tots asseguts.
El juny de 2014 l'Espanyol va anunciar que l'estadi passaria a anomenar-se Power8 Stadium després que el club arribés a un acord amb aquesta marca comercial, encarregada de proveir tecnologia al sector de les apostes esportives.
El club blanc-i-blau va cedir els namings-rights de Cornellà-El Prat i una sèrie d'actius comercials per a les properes 7 temporades. Tot i que l'Espanyol no va fer pública la xifra de l'operació, podria voltar els 35 milions d'euros.

### Ciutat esportiva
El 2001 s'inaugurà la Ciutat Esportiva del club a Sant Adrià de Besòs, de 60.000 m² de superfície, a més d'entrenar el primer equip hi entrenen i juguen el futbol base i femení de futbol, i consta de 2 camps de gespa natural, 2 Camps de gespa artificial i un camp de fútbol-7 de gespa artificial, un camp d'entrenament de porters de gespa natural i la pista poliesportiva de gespa artificial.

### Camps anteriors
Fins a set emplaçaments diferents va utilitzar l'Espanyol abans no arribés l'era Sarrià:
- Temporada 1900-1901: els primers amistosos es van jugar al camp de Can Grassot (carrers Mallorca, Sardenya, Provença, Sicília) just al costat de la Sagrada Família, fins al 10 de març de 1901 quan l'Hispània AC alliberà el seu camp del Frare Blanch, a l'estació del Tibidabo. Aquest darrer, però, pràcticament no va ser utilitzat, ja que poc després hi ha constància d'entrenaments al costat de l'Hospital Clínic.[50][51]
- Temporada 1901-1902: l'equip va jugar els partits com a local de la Copa Macaya en un solar pròxim a la plaça de braus de Les Arenes (carrers de València, Aragó, Vilamarí).[52][53]
- Temporada 1902-1903: es va tornar a utilitzar el camp de l'Hospital Clínic Sud (carrers Provença, Villarroel, Mallorca, Urgell) disputant-hi el primer partit en competició oficial el 30 de novembre de 1902 amb una victòria sobre l'FC Internacional per 6 a 0.[54][55]
- Temporada 1903-1904: el 6 de desembre de 1903 el club va inaugurar el camp de l'Hospital Clínic Nord (carrers París, Muntaner, Còrsega, Casanova)[56] guanyant al Català FC per 2 a 0 i al cap de dos dies al FC Barcelona per 3 a 1.[57][58]
- L'únic camp sota el nom de X Sporting Club va ser al Carrer Marina, prop de la plaça de braus de La Monumental. El 2 de febrer de 1908 s'hi juga el primer partit oficial guanyant al FC Espanya per 1 a 0.
- El Velòdrom Parc d'Sports (carrers Muntaner, Londres, Aribau, París) es va començar a utilitzar el juny de 1910. Anomenat popularment Camp de les Faves, no es va inaugurar oficialment fins a l'1 de març de 1911 amb un partit contra l'Español de Madrid, al que derroten per 2 a 0.
- El 18 de febrer de 1923 es va inaugurar l'estadi de Sarrià amb el partit Espanyol - Sants (4-1), del Campionat de Catalunya. El primer gol en el nou estadi el va marcar Vicenç Tonijuan. Donada la situació i l'arbrat de tota mena que el rodejava li valgué el sobrenom de La Manigua de Can Ràbia, i d'aquí el malnom de periquitos. Sarrià també va rebre el sobrenom de "la bombonera". El 21 de juny de 1997 es va jugar el darrer partit a l'estadi de Sarrià. L'Espanyol va vèncer el València Club de Futbol per 3 a 2. L'equip es va veure obligat a vendre l'estadi per pagar el seu dèficit econòmic.
- Des d'aquella data va jugar els seus partits a l'Estadi Olímpic Lluís Companys.[59] Projectat per l'arquitecte Pere Domènech i Roura[60] i inaugurat l'any 1929 amb motiu de l'Exposició Universal de Barcelona, es va renovar completament per tal d'acollir els Jocs Olímpics de Barcelona'92, conservant només la façana, i va obtenir la categoria cinc estrelles per la que es poden celebrar competicions de futbol del màxim nivell continental. Aquesta instal·lació està preparada per acollir grans esdeveniments esportius, culturals i socials amb una capacitat de 54.000 espectadors pels actes esportius i fins a 68.000 espectadors per concerts.

## Seccions esportives
Històricament el club ha estat sempre una entitat poliesportiva, essent pioner en moltes disciplines a Catalunya.
L'any 1912 es disputa el primer partit d'hoquei herba a l'Estat espanyol entre el Lawn Hockey Club Calassanç de Terrassa i el RCD Espanyol, a benefici de les víctimes del Rif. El 1918, l'Espanyol es converteix en un dels fundadors del Campionat de Catalunya, si bé desapareixeria pocs anys més tard.
El 1918 es funda la secció d'atletisme, la que ha donat més triomfs a les vitrines blanc-i-blaves, amb la destacada participació al llarg de cinc dècades d'atletes del nivell d'Albert Charlot, Lluís Meléndez, Ángel Mur, Gregorio Rojo, Constantino Miranda, Tomàs Barris, Antonio Amorós i Josep Molins entre d'altres. Especial menció mereix Maria Víctor, la millor atleta de la història de l'Espanyol. La secció entrà en crisi a causa de l'alt cost de manteniment i a la consegüent pèrdua de llicències i el 1972 el president Manuel Méler opta per suprimir-la.
El 1921 es va celebrar el primer partit de rugbi a Catalunya, entre un combinat de l'Espanyol i un de la comunitat francesa de Barcelona sota el nom de Société Patrie. Amb tot, no va ser fins al 1923 que es crearia oficialment la secció de rugbi, que tingué continuïtat fins a l'any 1949, quan fou suspesa per falta de recursos. A la fi dels anys 1960 es reprendrien les activitats, sense tant èxit com en les èpoques anteriors, fins que la secció desaparegué definitivament l'any 1983. El seu relleu l'agafaria el Gòtics RC.
L'any 1923 any es crea la secció de bàsquet, si bé va veure el seu impuls definitiu el 1927. Des d'aleshores sempre estigué a l'elit del bàsquet català i espanyol, fins al 1970, que per motius econòmics no pogué competir. Una segona iniciativa dugué al club al màxim nivell professional entre els anys 1984 i 1988, en què desaparegué definitivament la secció. A nivell femení, el club va disposar d'una secció entre 1940 i 1945, que aconseguiria un campionat de Catalunya i el primer campionat d'Espanya el 1943.
Vers la fi dels anys 1920 es funda la secció de beisbol sota l'impuls dels germans Saprissa, convertint-se en campió de Catalunya l'any 1932. Després de la Guerra Civil espanyola, es reimpulsa la secció amb notable èxit durant els anys 40 i 50, aconseguint 9 campionats de Catalunya a més del primer campionat d'Espanya l'any 1944 i un segon el 1953. La secció seguiria competint, sense gaires èxits fins al 1979.
El 1941 es funda la secció de ciclisme, que competiria durant 10 anys. El club va ser representat per ciclistes il·lustres com Federico Ezquerra, Fermín Trueba, Julián Berrendero o Delio Rodríguez. Fins a l'any 1956, sota el nom de RCD Espanyol-Mobylette-GAC, Miquel Poblet, Salvador Botella, Miquel Bover, Vicent Iturat, Bernardo Ruiz, Josep Segú, Josep Serra, Hortensio Vidaurreta aconseguiren grans èxits pel club.
La secció d'hoquei patins es converteix en una de les més importants de la història de l'Espanyol, i una de les que més títols ha aportat a l'entitat. Sota l'impuls de Joan Antoni Samaranch, el 1942 es crea un potent equip que esdevindria el més llaurejat de l'època, amb 11 campionats d'Espanya entre 1944 i 1962. L'any 1969 es convertiria en un dels clubs fundadors de l'actual OK Lliga, si bé tres anys més tard, ja en declivi, va cessar les activitats.
La secció de futbol femení del RCD Espanyol neix l'any 1970, essent anomenat Club Deportivo Español Femenino sota l'impuls de Lluís Oliva Berney i Julián Arcas com a primer entrenador. Al seu palmarès figuren una Superlliga, sis Copes de la Reina i quatre Copes de Catalunya.
El 1982, sota la presidència d'Antoni Baró, es posa en marxa la secció de voleibol femení, amb l'absorció de l'AE Cornellà, recent campió d'Espanya, que per problemes econòmics es va posar a la venda. Entra ràpidament a l'elit estatal, aconseguint 3 lligues, 5 copes i 1 supercopa, fet que li suposa participar en diferents ocasions en la Copa d'Europa, la Copa CEV i la Recopa. La temporada 1993-94, ja sota la presidència de Daniel Sánchez Llibre, es va desarticular la secció, formant-se el Club Voleibol Barcelona.
També va tenir una efímera secció de futbol sala l'any 2002, adquirint els drets del Montcada amb l'objectiu de pujar-lo a la divisió d'honor. En no aconseguir l'objectiu es va abandonar el projecte.
Així mateix, també va tenir diverses seccions d'aficionats, com la de bitlles o la de petanca.

## Palmarès

### Futbol

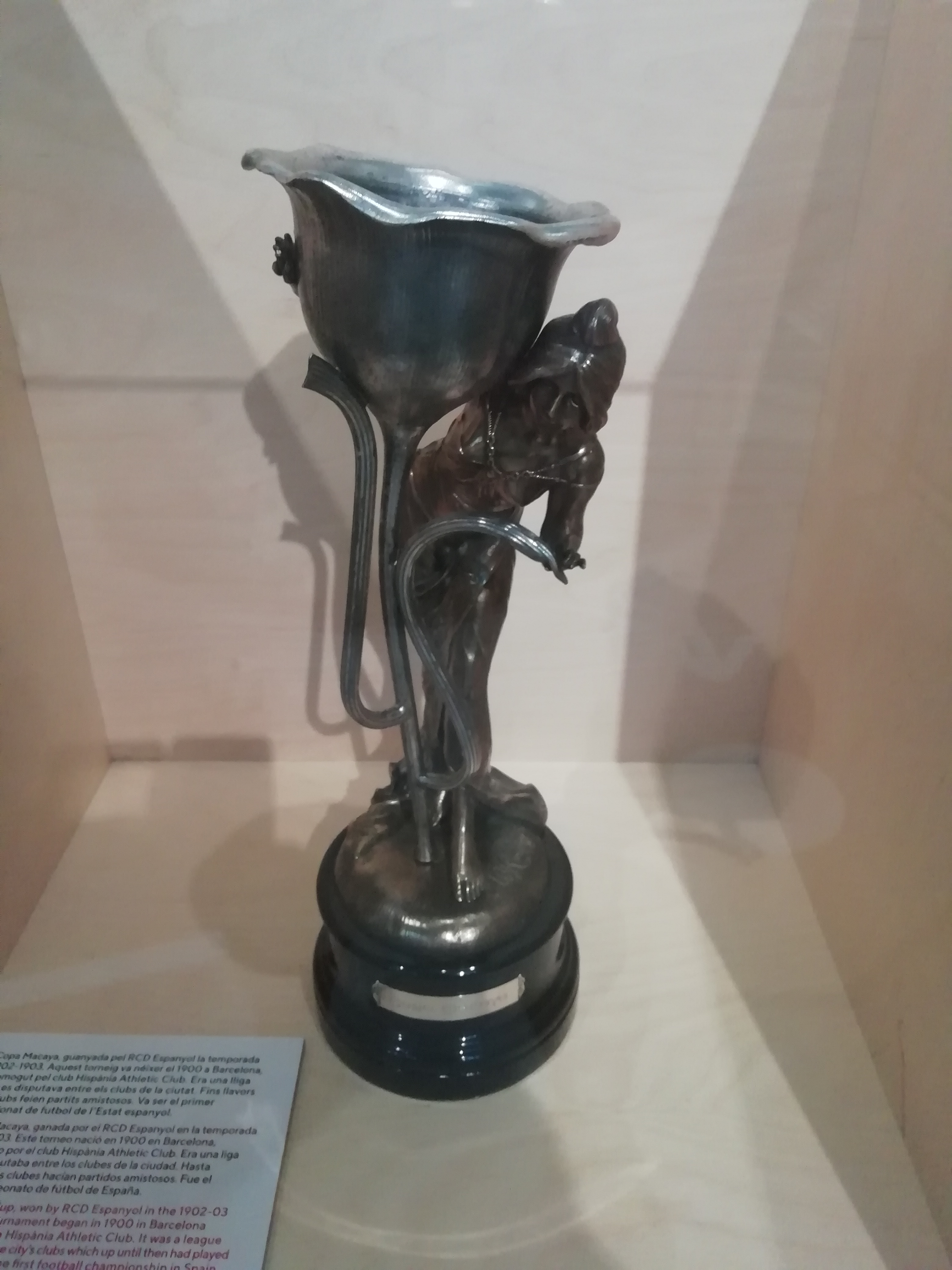
Copa Macaya, obtinguda en propietat del RCD Espanyol.

- Títols Totals: 22

#### Títols oficials
- 1 Copa Intertoto (Grup A5):[63] 1968

- 4 Copes del Rei: 1928-29, 1939-40, 1999-2000, 2005-06
- 2 Campionats de Segona Divisió: 1993-94, 2020-21
- 9 Campionats de Catalunya: 1902-03 (Copa Macaya), 1903-04, 1911-12, 1914-15, 1917-18, 1928-29, 1932-33, 1936-37, 1939-40
- 6 Copes de Catalunya: 1994-95, 1995-96, 1998-99, 2005-06, 2009-10, 2010-11
- 1 Supercopa de Catalunya de futbol: 2016

#### Amistosos
- 23 Torneig Ciutat de Barcelona: 1975, 1977, 1978, 1979, 1981, 1984, 1986, 1987, 1990, 1996, 1997, 1998, 2000, 2001, 2004, 2006, 2007, 2008, 2010, 2011, 2012, 2014 i 2015
- 3 Torneig Costa Brava: 2002, 2009, 2013
- 2 Trofeu Ramón de Carranza: 1973, 2010
- 2 Trofeu Ciutat de Lleida: 2001, 2002
- 1 Medalla de la Federació Gimnàstica Espanyola: 1902
- 1 Trofeu Festa d'Elx: 1966
- 1 Trofeu Costa del Sol: 1967
- 1 Trofeu Ciudad de la Línea: 1975
- 1 Trofeu Ciudad de Valladolid: 1978
- 1 Trofeu Ibérico: 1978
- 1 Trofeu Ciudad de Zaragoza: 1980
- 1 Trofeu Costa d'Azahar: 1997[64]
- 1 Torneig Ciutat de Terrassa: 2006
- 1 Trofeu Internacional de la Gamba Palamós: 2008
- 1 Trofeu Ciutat de Tarragona: 2010
- 1 Trofeu Vila de Palamós: 2010
- 1 Trofeu Vila de Llagostera: 2011
- 1 Trofeu Copa Solidaritat: 2012
- 1 Trofeu Aigües Sant Aniol: 2012
- 1 Copa Cine Center (Bolívia): 2016[65]

#### Distincions
- 2 Copes Duward: 1952-53,1953-54

### Futbol femení

#### Palmarès
- 1 Lliga espanyola: 2005-06
- 6 Copes espanyoles: 1995-96, 1996-97, 2005-06, 2008-09, 2009-10, 2011-12
- 5 Copa Catalunya: 2005, 2006, 2007, 2008, 2013

### Bàsquet masculí

#### Palmarès
- 1 Copa d'Espanya: (1941)
- 2 Campionats de Catalunya: (1931, 1932)
- 1 Lliga Catalana EBA: (1981)

### Bàsquet femení

#### Palmarès
- 1 Copa d'Espanya: (1943)
- 2 Campionat de Catalunya: (1943, 1945)

### Hoquei sobre patins

#### Palmarès
- 11 Copes d'Espanya: 1944, 1947, 1948, 1949, 1951, 1954, 1955, 1956, 1957, 1961, 1962
- 13 Campionats de Catalunya: 1943, 1944, 1946, 1947, 1948, 1949, 1950, 1951, 1952, 1953, 1955, 1956, 1958

### Beisbol

#### Palmarès
- 2 Campionats d'Espanya: 1944, 1953
- 9 Campionats de Catalunya: 1932, 1943, 1944, 1946, 1948, 1951, 1953, 1954, 1955

### Voleibol femení

#### Palmarès
- 3 Lligues espanyoles: 1985, 1988, 1991
- 5 Copes d'Espanya: 1984, 1985, 1986, 1990, 1992
- 1 Supercopa d'Espanya: 1989

### Atletisme
- Pel que fa als títols aconseguits en atletisme vegeu: Secció d'atletisme del RCD Espanyol.

### Ciclisme
- Pel que fa als títols aconseguits en ciclisme vegeu: Secció de ciclisme del RCD Espanyol.

### Altres
- 1 Copa Presidente de bitlles.
- 1 Campionat Espanyol de petanca: 1970.

## Cronologia
- 13 d'octubre de 1900: Àngel Rodríguez, juntament amb els seus companys estudiants de la Universitat de Barcelona Aballí i Roca, funda el RCD Espanyol de Barcelona.[a][2]
- 13 de maig de 1902: Àngel Ponz marca el primer gol de la història de la Copa del Rei.
- 25 de gener de 1903: s'aconsegueix la Copa Macaya, el primer títol oficial.
- 25 d'abril de 1912: el Rei Alfons XIII concedeix a l'Entitat el títol de Reial i l'ús de la Corona que figura al seu escut.
- 18 de febrer de 1923: s'inaugura l'Estadi de Sarrià, que fou comprat en propietat en els anys 50.
- 3 de febrer de 1929: l'Espanyol guanya la primera Copa del Rei (Espanyol 2, Real Madrid 1).
- 10 de febrer de 1929: Josep Prat aconsegueix el primer gol de la història de la Lliga (Espanyol 3, Real Irún 2).
- 30 de juny de 1940: l'entitat s'adjudica la segona Copa del Rei (Espanyol 3, Real Madrid, 2).
- 18 de maig de 1988: assoleix el subcampionat de la Copa de la UEFA.
- 29 de juny de 1992: el club passa a ser Societat Anònima Esportiva (SAD).
- 1997: es ven Sarrià i l'Entitat es trasllada a l'Estadi Olímpic.
- 14 de novembre de 1999: s'inaugura l'any del Centenari amb una espectacular cerimònia a l'Estadi.
- 27 de maig de 2000: l'Espanyol, Campió de la Copa del Rei per tercera vegada a la seva història a l'estadi de Mestalla (Espanyol 2, Atlètic de Madrid 1).
- 10 de setembre de 2001: s'inaugura la Ciutat Esportiva.
- 15 de febrer de 2006: Barcelona dedica una plaça a Àngel Rodríguez Ruiz, fundador de l'Espanyol.[66]
- 12 d'abril de 2006: l'Espanyol es proclama campió de la Copa del Rei per quarta vegada, en la final disputada a l'Estadi Santiago Bernabéu de Madrid (Espanyol 4, Saragossa 1).
- 16 de maig de 2007: el RCD Espanyol assoleix el subcampionat de la Copa de la UEFA a l'estadi Hampden Park de Glasgow. Els periquitos perdrien a la tanda de penals davant el Sevilla FC després d'empatar a dos. Els gols dels blanc-i-blaus van ser d'Albert Riera i de Jonatas Domingos.
- 1 de juny de 2007: amb la participació a la final de la Copa de la UEFA, l'equip de futbol masculí aconsegueix situar-se temporalment com el 10è de la classificació mundial de clubs que elabora l'IFFHS, i va ser el millor equip català.[67]
- 9 de juny de 2007: Raúl Tamudo, marcant els dos gols del partit contra el FC Barcelona al Camp Nou (2-2), iguala i bat el rècord de gols en competició de l'equip blanc-i-blau que el 1983 va establir Rafael Marañón.[68]
- 31 de maig de 2009: el RCD Espanyol juga el seu últim partit a l'Estadi Olímpic Lluís Companys, en partit de Lliga, amb el resultat de 3-0 contra el Màlaga CF, amb un hat-trick de Raúl Tamudo.
- 2 d'agost de 2009: s'inaugura el nou estadi de Cornellà-El Prat. Resultat: Espanyol 3 - 0 Liverpool.
- 8 d'agost de 2009: el capità de l'equip, Daniel Jarque, mor a Florència a causa d'una aturada cardíaca.
- 2 de novembre de 2015: prop del 50% del capital passa a mans del grup xinès Rastar Group.[4]
- 30 de maig de 2021: l'Espanyol es proclama campió de Segona Divisió.[69]

## Classificació al Campionat de Catalunya per temporades
| - 1900-01 CM 3r (Es retirà) - 1901-02 CM 3r - 1902-03 CM 1r / CB 2n - 1903-04 CC 1r - 1904-05 CC 2n - 1905-06 CC Es retirà - 1906-07 Sense activitat - 1907-08 Sense activitat - 1908-09 CC 3r - 1909-10 CC 2n | - 1910-11 CC 5è - 1911-12 CC 1r - 1912-13 CC 2n - 1913-14 CC 3r - 1914-15 CC 1r - 1915-16 CC 4t - 1916-17 CC 2n - 1917-18 CC 1r - 1918-19 CC 2n - 1919-20 CC 3r | - 1920-21 CC 3r - 1921-22 CC 6è - 1922-23 CC 4t - 1923-24 CC 3r - 1924-25 CC 2n - 1925-26 CC 7è - 1926-27 CC 3r - 1927-28 CC 3r - 1928-29 CC 1r - 1929-30 CC 2n | - 1930-31 CC 5è - 1931-32 CC 2n - 1932-33 CC 1r - 1933-34 CC 2n - 1934-35 CC 4t - 1935-36 CC 4t - 1936-37 CC 1r / LM 2n - 1937-38 CC 6è / LC 4t - 1938-39 Sense competició - 1939-40 CC 1r |

Llegenda: CM: Copa Macaya, CB: Copa Barcelona, CC: Campionat de Catalunya, LM: Lliga Mediterrània, LC: Lliga Catalana

## Classificació al Campionat Nacional de Lliga per temporades
- 1928-29 1a Divisió 7è
- 1929-30 1a Divisió 4t
- 1930-31 1a Divisió 9è
- 1931-32 1a Divisió 6è
- 1932-33 1a Divisió 3r
- 1933-34 1a Divisió 8è
- 1934-35 1a Divisió 8è
- 1935-36 1a Divisió 9è
- 1936-39 Sense competició
- 1939-40 1a Divisió 5è
- 1940-41 1a Divisió 7è
- 1941-42 1a Divisió 9è
- 1942-43 1a Divisió 11è
- 1943-44 1a Divisió 11è
- 1944-45 1a Divisió 9è
- 1945-46 1a Divisió 12è
- 1946-47 1a Divisió 11è
- 1947-48 1a Divisió 8è
- 1948-49 1a Divisió 7è
- 1949-50 1a Divisió 11è
- 1950-51 1a Divisió 11è
- 1951-52 1a Divisió 7è
- 1952-53 1a Divisió 4t
- 1953-54 1a Divisió 4t
- 1954-55 1a Divisió 13è
- 1955-56 1a Divisió 7è
- 1956-57 1a Divisió 7è
- 1957-58 1a Divisió 8è
- 1958-59 1a Divisió 7è
- 1959-60 1a Divisió 8è
- 1960-61 1a Divisió 10è
- 1961-62 1a Divisió 13è
- 1962-63 2a Divisió 2n
- 1963-64 1a Divisió 13è
- 1964-65 1a Divisió 11è
- 1965-66 1a Divisió 12è
- 1966-67 1a Divisió 3r
- 1967-68 1a Divisió 9è
- 1968-69 1a Divisió 15è
- 1969-70 2a Divisió 3r
- 1970-71 1a Divisió 11è
- 1971-72 1a Divisió 12è
- 1972-73 1a Divisió 3r
- 1973-74 1a Divisió 9è
- 1974-75 1a Divisió 11è
- 1975-76 1a Divisió 4t
- 1976-77 1a Divisió 6è
- 1977-78 1a Divisió 14è
- 1978-79 1a Divisió 8è
- 1979-80 1a Divisió 14è
- 1980-81 1a Divisió 10è
- 1981-82 1a Divisió 13è
- 1982-83 1a Divisió 9è
- 1983-84 1a Divisió 10è
- 1984-85 1a Divisió 8è
- 1985-86 1a Divisió 11è
- 1986-87 1a Divisió 3r
- 1987-88 1a Divisió 15è
- 1988-89 1a Divisió 17è
- 1989-90 2a Divisió 5è
- 1990-91 1a Divisió 16è
- 1991-92 1a Divisió 16è
- 1992-93 1a Divisió 18è
- 1993-94 2a Divisió 1r
- 1994-95 1a Divisió 6è
- 1995-96 1a Divisió 4t
- 1996-97 1a Divisió 12è
- 1997-98 1a Divisió 10è
- 1998-99 1a Divisió 7è
- 1999-00 1a Divisió 14è
- 2000-01 1a Divisió 9è
- 2001-02 1a Divisió 14è
- 2002-03 1a Divisió 17è
- 2003-04 1a Divisió 16è
- 2004-05 1a Divisió 5è
- 2005-06 1a Divisió 15è
- 2006-07 1a Divisió 11è
- 2007-08 1a Divisió 12è
- 2008-09 1a Divisió 10è
- 2009-10 1a Divisió 11è
- 2010-11 1a Divisió 8è
- 2011-12 1a Divisió 14è
- 2012-13 1a Divisió 13è
- 2013-14 1a Divisió 13è
- 2014-15 1a Divisió 10è
- 2015-16 1a Divisió 14è
- 2016-17 1a Divisió 8è
- 2017-18 1a Divisió 11è
- 2018-19 1a Divisió 7è
- 2019-20 1a Divisió 20è
- 2020-21 2a Divisió 1r
- 2021-22 1a Divisió 14è
- 2022-23 1a Divisió 19è
- 2023-24 2a Divisió 4t

 Campionat de Catalunya

 Copa del Rei

 Lliga de Segona Divisió

 Copa Catalunya

## Trajectòria a les competicions internacionals
| Copa de Fires / Copa de la UEFA / Lliga Europa | Copa de Fires / Copa de la UEFA / Lliga Europa | Copa de Fires / Copa de la UEFA / Lliga Europa | Copa de Fires / Copa de la UEFA / Lliga Europa | Copa de Fires / Copa de la UEFA / Lliga Europa | Copa de Fires / Copa de la UEFA / Lliga Europa | Copa de Fires / Copa de la UEFA / Lliga Europa | Copa de Fires / Copa de la UEFA / Lliga Europa | Copa de Fires / Copa de la UEFA / Lliga Europa | Copa de Fires / Copa de la UEFA / Lliga Europa | Copa de Fires / Copa de la UEFA / Lliga Europa | Copa de Fires / Copa de la UEFA / Lliga Europa |
| Edició                                         | Fases anteriors                                | Fases anteriors                                | Fases anteriors                                | Fases anteriors                                | Fases anteriors                                | 1ª Ronda                                       | Setzens de final                               | Vuitens de final                               | Quarts de final                                | Semifinals                                     | Final                                          |
| ---------------------------------------------- | ---------------------------------------------- | ---------------------------------------------- | ---------------------------------------------- | ---------------------------------------------- | ---------------------------------------------- | ---------------------------------------------- | ---------------------------------------------- | ---------------------------------------------- | ---------------------------------------------- | ---------------------------------------------- | ---------------------------------------------- |
| 1961/62                                        |                                                |                                                |                                                |                                                |                                                |                                                | Hannover 96                                    | Birmingham City FC                             | FK Estrella Roja de Belgrad                    |                                                |                                                |
| 1965/66                                        |                                                |                                                |                                                |                                                |                                                |                                                | Sporting CP                                    | CS Steagul Roşu Brașov                         | FC Barcelona                                   |                                                |                                                |
| 1973/74                                        |                                                |                                                |                                                |                                                |                                                | RWD Molenbeek                                  |                                                |                                                |                                                |                                                |                                                |
| 1976/77                                        |                                                |                                                |                                                |                                                |                                                | OGC Nice                                       | Eintracht Braunschweiger                       | Feyenoord Rotterdam                            |                                                |                                                |                                                |
| 1987/88                                        |                                                |                                                |                                                |                                                |                                                | Borussia Mönchengladbach                       | AC Milan                                       | FC Inter de Milà                               | MFK Vítkovice                                  | Club Brugge KV                                 | Bayer 04 Leverkusen                            |
| 1996/97                                        |                                                |                                                |                                                |                                                |                                                | APOEL FC Nicòsia                               | Feyenoord Rotterdam                            |                                                |                                                |                                                |                                                |
| 2000/01                                        |                                                |                                                |                                                |                                                | NK Olimpija Ljubljana                          | Grazer AK                                      | FC Porto                                       |                                                |                                                |                                                |                                                |
| Edició                                         | Fases anteriors                                | Fases anteriors                                | Fases anteriors                                | Fases anteriors                                | Fases anteriors                                | Fase de grups ¹                                | Setzens de final                               | Vuitens de final                               | Quarts de final                                | Semifinals                                     | Final                                          |
| 2005/06                                        |                                                |                                                |                                                |                                                | FK Teplice                                     | Brøndby IF                                     | FC Schalke 04                                  |                                                |                                                |                                                |                                                |
| 2006/07                                        |                                                |                                                |                                                |                                                | FC Petržalka 1898                              | AC Sparta Praga                                | AS Livorno                                     | Maccabi Haifa FC                               | SL Benfica                                     | SV Werder Bremen                               | Sevilla FC                                     |
| 2019/20                                        |                                                |                                                | UMF Stjarnan Garðabær                          | FC Lucerna                                     | FK Zorya Luhansk                               | Ferencvárosi TC                                | Wolverhampton Wanderers FC                     |                                                |                                                |                                                |                                                |

¹ Fase de grups. Equip eliminat millor posicionat en cas de classificació, o equip classificat pitjor posicionat en cas d'eliminació.

## Plantilla de futbol 2025-26
A 5 agost 2025
| N. | Pos. | Nac. | Jugador                     |
| -- | ---- | --- | --------------------------- |
| 1  | POR  | [[Fitxer:Flag of Catalonia.svg\|23x15px\|border \|alt=Catalunya\|link=Selecció de futbol de Catalunya\|{{#if:\|]]                              | Ángel Fortuño               |
| 2  | DEF  | [[Fitxer:Flag of Catalonia.svg\|23x15px\|border \|alt=Catalunya\|link=Selecció de futbol de Catalunya\|{{#if:\|]]                              | Rubén Sánchez               |
| 3  | DEF  | [[Fitxer:Flag of Spain.svg\|23x15px\|border \|alt=Espanya\|link=Selecció de futbol d'Espanya\|{{#if:\|]]                                       | Miguel Rubio                |
| 4  | DEF  | [[Fitxer:Flag of the Balearic Islands.svg\|23x15px\|border \|alt=Illes Balears\|link=Selecció de futbol de les Illes Balears\|{{#if:\|]]       | Pablo Ramón                 |
| 5  | DEF  | [[Fitxer:Flag of Spain.svg\|23x15px\|border \|alt=Espanya\|link=Selecció de futbol d'Espanya\|{{#if:\|]]                                       | Fernando Calero             |
| 6  | DEF  | [[Fitxer:Flag of Uruguay.svg\|23x15px\|border \|alt=Uruguai\|link=Selecció de futbol de l'Uruguai\|{{#if:\|]]                                  | Leandro Cabrera (2n capità) |
| 7  | DAV  | [[Fitxer:Flag of Catalonia.svg\|23x15px\|border \|alt=Catalunya\|link=Selecció de futbol de Catalunya\|{{#if:\|]]                              | Javi Puado (3r capità)      |
| 8  | MIG  | [[Fitxer:Flag of Catalonia.svg\|23x15px\|border \|alt=Catalunya\|link=Selecció de futbol de Catalunya\|{{#if:\|]]                              | Edu Expósito                |
| 9  | DAV  | [[Fitxer:Flag of Spain.svg\|23x15px\|border \|alt=Espanya\|link=Selecció de futbol d'Espanya\|{{#if:\|]]                                       | Roberto Fernández           |
| 10 | MIG  | [[Fitxer:Flag of Catalonia.svg\|23x15px\|border \|alt=Catalunya\|link=Selecció de futbol de Catalunya\|{{#if:\|]]                              | Pol Lozano (4t capità)      |
| 11 | DAV  | [[Fitxer:Flag of Catalonia.svg\|23x15px\|border \|alt=Catalunya\|link=Selecció de futbol de Catalunya\|{{#if:\|]]                              | Pere Milla                  |
| 12 | DEF  | [[Fitxer:Flag of the Valencian Community (2x3).svg\|23x15px\|border \|alt=País Valencià\|link=Selecció de futbol del País Valencià\|{{#if:\|]] | José Salinas                |

| N. | Pos. | Nac. | Jugador                                |
| -- | ---- | --- | -------------------------------------- |
| 13 | POR  | [[Fitxer:Flag of Serbia.svg\|23x15px\|border \|alt=Sèrbia\|link=Selecció de futbol de Sèrbia\|{{#if:\|]]          | Marko Dmitrović                        |
| 14 | MIG  | [[Fitxer:Flag of Catalonia.svg\|23x15px\|border \|alt=Catalunya\|link=Selecció de futbol de Catalunya\|{{#if:\|]] | Ramon Terrats (cedit pel Vila-real CF) |
| 17 | DAV  | [[Fitxer:Flag of Catalonia.svg\|23x15px\|border \|alt=Catalunya\|link=Selecció de futbol de Catalunya\|{{#if:\|]] | Jofre Carreras                         |
| 19 | DAV  | [[Fitxer:Flag of Spain.svg\|23x15px\|border \|alt=Espanya\|link=Selecció de futbol d'Espanya\|{{#if:\|]]          | Kike García                            |
| 20 | MIG  | [[Fitxer:Flag of Catalonia.svg\|23x15px\|border \|alt=Catalunya\|link=Selecció de futbol de Catalunya\|{{#if:\|]] | Antoniu Roca                           |
| 22 | DEF  | [[Fitxer:Flag of Spain.svg\|23x15px\|border \|alt=Espanya\|link=Selecció de futbol d'Espanya\|{{#if:\|]]          | Carlos Romero (cedit pel Vila-real CF) |
| 23 | DEF  | [[Fitxer:Flag of Morocco.svg\|23x15px\|border \|alt=Marroc\|link=Selecció de futbol del Marroc\|{{#if:\|]]        | Omar El Hilali                         |
| 26 | DEF  | [[Fitxer:Flag of Catalonia.svg\|23x15px\|border \|alt=Catalunya\|link=Selecció de futbol de Catalunya\|{{#if:\|]] | Hugo Pérez                             |
| 27 | DAV  | [[Fitxer:Flag of Catalonia.svg\|23x15px\|border \|alt=Catalunya\|link=Selecció de futbol de Catalunya\|{{#if:\|]] | Marcos Fernández                       |
| —  | MIG  | [[Fitxer:Flag of Catalonia.svg\|23x15px\|border \|alt=Catalunya\|link=Selecció de futbol de Catalunya\|{{#if:\|]] | Javi Hernández                         |
| —  | DAV  | [[Fitxer:Flag of England.svg\|23x15px\|border \|alt=Anglaterra\|link=Selecció de futbol d'Anglaterra\|{{#if:\|]]  | Tyrhys Dolan                           |

Els equips de la lliga espanyola estan limitats a tenir en la plantilla un màxim de tres jugadors sense passaport de la Unió Europea. La llista inclou només la principal nacionalitat de cada jugador, o aquella que correspongui a la selecció amb la qual juga internacionalment; alguns jugadors no europeus tenen doble nacionalitat d'algun país de la UE:

### Equip filial
| N. | Pos. | Nac. | Jugador     |
| -- | ---- | --- | ----------- |
| 28 | MIG  | [[Fitxer:Flag of Spain.svg\|23x15px\|border \|alt=Espanya\|link=Selecció de futbol d'Espanya\|{{#if:\|]] | Rafel Bauzà |
| 29 | DAV  | [[Fitxer:Flag of Spain.svg\|23x15px\|border \|alt=Espanya\|link=Selecció de futbol d'Espanya\|{{#if:\|]] | Leo Salazar |
| 30 | POR  | [[Fitxer:Flag of Spain.svg\|23x15px\|border \|alt=Espanya\|link=Selecció de futbol d'Espanya\|{{#if:\|]] | Pol Tristán |

| N. | Pos. | Nac. | Jugador      |
| -- | ---- | --- | ------------ |
| 31 | DEF  | [[Fitxer:Flag of Spain.svg\|23x15px\|border \|alt=Espanya\|link=Selecció de futbol d'Espanya\|{{#if:\|]] | Roger Hinojo |
| 39 | MIG  | [[Fitxer:Flag of Spain.svg\|23x15px\|border \|alt=Espanya\|link=Selecció de futbol d'Espanya\|{{#if:\|]] | Alex Almansa |

### Cedits a altres equips
| N. | Pos. | Nac. | Jugador                                                             |
| -- | ---- | --- | ------------------------------------------------------------------- |
| —  | MIG  | [[Fitxer:Flag of Spain.svg\|23x15px\|border \|alt=Espanya\|link=Selecció de futbol d'Espanya\|{{#if:\|]]            | José Gragera (al Deportivo de La Coruña fins al 30 de juny de 2026) |
| —  | MIG  | [[Fitxer:Flag of Canada (Pantone).svg\|23x15px\|border \|alt=Canadà\|link=Selecció de futbol del Canadà\|{{#if:\|]] | Justin Smith (al Sporting de Gijón fins al 30 de juny de 2026)      |

| N. | Pos. | Nac. | Jugador                                        |
| -- | ---- | --- | ---------------------------------------------- |
| —  | DAV  | [[Fitxer:Flag of Morocco.svg\|23x15px\|border \|alt=Marroc\|link=Selecció de futbol del Marroc\|{{#if:\|]] | Omar Sadik (al Pau fins al 30 de juny de 2026) |

## Presidents
Llista dels presidents del RCD Espanyol.
- Àngel Rodríguez Ruiz (1900-1902)
- Josep Maria Miró i Trepat (1902-1906)
- Suspensió de les activitats (1906-1909)
- Julià Clapera Roca (1909-1909)
- Àngel Rodríguez Ruiz (1909-1910)
- Evelio Doncos (1910-1911)
- José Gaspar Hardoy (1911-1912)
- Santiago de la Riva (1912-1913)
- Alfons Ardura Altuna (1913-1914)
- José Gaspar Hardoy (1914-1915)
- Josep Bernadas Viladesau (1915-1918)
- Manuel Allende (1918-1919)
- Victorià de la Riva (1919-1920)
- Genaro de la Riva (1920-1922)
- Eusebio Fernández Muñiz (1922-1922)[74][75]
- Victorià de la Riva (1922-1924)
- Santiago de la Riva (1924-1925)
- Genaro de la Riva (1925-1930)
- Santiago de la Riva (1930-1931)
- Javier de Salas Milans (1931-1933)[76][77]
- Genaro de la Riva (1933-1942)
- Francisco Román Cenarro (1942-1947)
- Julià Clapera Roca (1947-1947)
- José Salas Paniello (1947-1948)[78]
- Francisco Javier Sáenz y Sáenz (1948-1958)
- Frederic Marimón Grifell (1958-1960)
- Victorià Oliveras de la Riva (1960-1962)
- Cesáreo Castilla Delgado (1962-1963)
- Josep Fusté Noguera (1963-1967)
- Joan Vilà Reyes (1967-1969)
- Josep Fusté Noguera (1969-1970)
- Manuel Méler Urchaga (1970-1982)
- Antoni Baró Armengol (1982-1989)
- Ferran Martorell (1989-1989)
- Juli Pardo Padrós (1989-1993)
- Francesc Perelló i Picchi (1993-1997)
- Daniel Sánchez Llibre (1997-2011)
- Ramon Condal Escudé (2011-2012)
- Joan Collet i Diví (2012-2016)
- Chen Yansheng (2016-)

## Entrenadors destacats
| - Jack Greenwell - Patricio Caicedo - Ricard Zamora - Josep Espada - Alejandro Scopelli | - Janos Kalmar - José Emilio Santamaría - José María Maguregui - Xabier Azkargorta - Javier Clemente | - José Antonio Camacho - Paco Flores - Miguel Ángel Lotina - Ernesto Valverde - Mauricio Pochettino |

## Jugadors destacats
El rècord de partits de lliga jugats el té Raúl Tamudo, amb 340; i el de gols marcats a la Lliga també el té Raúl Tamudo, amb 129.
| 1900-1910 |

| - Àngel Rodríguez - Àngel Ponz - Joaquín Carril | - Guillem Galiardo - Sebastià Casanellas - Enric Montells | - Josep Maria Soler - Julià Mora | - Emili Sampere - Gustavo Green |

| 1910-1919 |

| - Pere Gibert - Armet Pacan - Santiago Massana | - Amadeo Puig - Francesc Bru - Alfred Massana | - Miquel Urgell - Casimir Mallorquí - Lluís Blanco | - Jordi Pueo - Fèlix de Pomés - Juanito López |

| 1920-1929 |

| - Ricard Zamora - Ricardo Saprissa - Eugeni Montesinos | - Conrad Portas - Patricio Caicedo - Ramon Trabal | - Pere Solé - José Luis Zabala - Rafael Oramas | - José Padrón - Martí Ventolrà - Teodor Mauri |

| 1930-1939 |

| - Llàtzer Florenza - Josep Espada | - Gabriel Juvé - Josep 'Pitus' Prat | - Crisant Bosch - Josep Garreta | - Edelmiro Lorenzo - Francisco Iriondo |

| 1940-1949 |

| - Albert Martorell - Josep Trias - Ricard Teruel | - Josep Casas - Antoni Fàbregas - Josep Mariscal | - Fèlix Llimós - Isidre Rovira - Gabriel Jorge | - Rosendo Hernández - Ángel Calvo - Josep Juncosa |

| 1950-1959 |

| - Josep Vicente - Josep Parra - Agustí Faura | - Vicenç Balaguer Cata - Antoni Argilés - Josep Artigas | - David Casamitjana - Emili Gàmiz - Josep Mauri | - Julià Arcas - Francesc Xavier Marcet - José Luis Piquín |

| 1960-1969 |

| - László Kubala - Alfredo Di Stefano | - Cayetano Re - Ramón Miralles | - Marcial Pina - José María García Lavilla | - José M. Sánchez Rodilla - Carmelo Amas |

| 1970-1979 |

| - Roberto gato Fernández - Javier Urruticoechea | - Juan Verdugo - Ortiz Aquino | - Fernando Molinos - Daniel Solsona | - Carlos Caszely - Rafael Marañón |

| 1980-1989 |

| - Thomas N'Kono - José Cano Canito - Miguel Ángel García | - Josep Maria Gallart - Miquel Soler - Joan Golobart | - Manuel Zúñiga - John Lauridsen - Urbano Ortega | - Ernesto Valverde - Àngel 'Pitxi' Alonso - Michel Pineda |

| 1990-1999 |

| - Toni Jiménez - Cristóbal Parralo - Mauricio R. Pochettino | - Francisco López Alfaro - Branko Brnovic - Roberto Fresnedoso | - Moisés Arteaga - Sergio Gonzàlez - Constantin Galca | - Miguel Ángel Benítez - Jordi Lardín - Florin Răducioiu |

| 2000-2009 |

| - Carlos Idriss Kameni - Pablo Zabaleta - Alberto Lopo | - Daniel Jarque - Iván de la Peña - Roger García | - Ferran Corominas - Luis García - Albert Riera | - Maxi Rodríguez - Martín Posse - Raúl Tamudo |

| 2010-2019 |

| - Kiko Casilla - Christian Stuani | - Joan Verdú - Héctor Moreno | - Pablo Daniel Osvaldo - Javi López | - Sergio García - David López |

| 2020 fins avui |

| - Sergi Darder | - Javi Puado | - Raúl de Tomás | - Joselu Mato |